# Dr.STONE
『Dr.STONE』（ドクターストーン）は、原作：稲垣理一郎、作画：Boichiによる日本の漫画。『週刊少年ジャンプ』（集英社）において、2017年14号から2022年14号まで連載された。Boichiにとっては初の少年漫画となる。話数カウントは「Z=○」。
『週刊少年ジャンプ』2019年48号から2020年4・5合併号までスピンオフである『Dr.STONE reboot:百夜』（ストーリー・漫画：Boichi）が同時連載された。
次にくるマンガ大賞2018 コミックス部門2位入賞、第64回小学館漫画賞少年向け部門受賞。2024年10月時点で電子版を含めた累計発行部数は1800万部を突破している。
単行本の最終巻が発売された2022年7月4日には、同日発売の『週刊少年ジャンプ』31号にて、「カムバック読み切り」が掲載された。同誌2024年3号、同年4・5合併号にもスピンオフが掲載された。

## ストーリー

### Z=1 - 12「プロローグ」
高校生の大木大樹は、以前より想いを馳せていた小川杠に自分の気持ちを告白しようとしていた。その宣言を聞いた幼馴染の石神千空から心の籠っていない激励を受け、大樹は杠を学校のクスノキの木の前に呼び出して告白に臨む。ところがその刹那、突如空が眩く発光し、地球上の全人類が一斉に石化するという怪現象に襲われてしまう。
五感を失い身動きが取れない大樹は、「杠への想い」だけを糧に長い年月を耐え続けた末に石化から復活するが、目前には樹木が生い茂り、風化した景色が広がっていた。大樹は一足先に石化が解けて目覚めていた千空と再会を果たし、彼からこの世界が自分達の時代からおよそ3700年経過しているという現状、そして人類が消えて滅んだ世界で自力で文明を再建させるという決意を聞かされる。
自分達の石化が解けた原因が「石の腐食」であると考え、約半年に渡る実験を経て石化を解く「ナイタール」を完成させる。早速、完成品を杠に使用しようとしていた矢先、野生のライオンの群れと遭遇してしまった二人は、逃走する途中“霊長類最強の高校生”と詠われていた格闘家である獅子王司を復活させて助けてもらい、危機を脱する。しかし、司は自身の思想に合わない人間を容赦なく排除する危険人物だった。司の本性を知った二人は杠を復活させ、司を倒すために一時的な逃走を図る。
司に対抗できる力を得るため、一同は千空の提案で、火薬の原料である硫黄確保に箱根へと向かうが、その動向を推察した司もまた箱根へと追跡に向かう。箱根についた三人は遠くに上がる狼煙を見て、自分達以外にも生きている人間の存在を知るが、司に杠を人質に取られ、やむなく復活液のレシピを司に教える。「科学文明の破棄」を目論む司は千空に科学文明を発展させないと約束を求めるが、純然たる科学の徒である千空は、最期まで彼の脅迫を頑なに断り続け、遂に頸椎を折られて殺害されてしまう。
大樹は友の死を嘆き、その遺体を抱えて杠と共に司から離れるが、千空の人格を知る大樹はそれゆえに「杠を庇って千空が死んだ」事実に疑問を抱く。
実は千空の首筋には石化が残っており、千空は石化解除時には治癒の効果もあるという仮説を立てていて、それによる蘇生に賭けたのだ。その意図に気付いた大樹と杠は残された復活液をもって千空の蘇生を試みる。

### Z=13 - 45「第一部 STONE WORLD THE BEGINNING」
復活に至るまでの間千空の意識は、自らが最初に石化から復活し、原始に戻ったこの世界に復活してからのことを夢に見ていた。千空は地道な努力で石器・道具・炎・食料・服・住居を順番に手に入れていく。そして石化した大樹を見つけた千空は彼を復活させるために、自然発生していた硝酸を用いてトライアンドエラーを繰り返していた。夢の中で千空は大樹に復活するよう呼びかける。その叫びが現実における大樹の呼びかけとシンクロし、ついに千空は蘇生復活した。千空は、自身の生存を司が知らないことを利用して大樹達に、司についていって監視するよう促し、自身は単独行動で司に対抗できる「科学王国」の建設を目論む。
大樹、杠としばしの別れを告げた千空は、狼煙を上げていた謎の少女コハクと出会い、彼女に案内されて集落の存在を知らされる。しかし、集落の住民のほとんどは警戒心が強く、余所者である千空を村に入れようとはしなかった。千空はコハクと、村の外れで妖術（科学）の研究をしている変わり者のクロム、無垢な子供のスイカ、村の番人である金狼・銀狼兄弟という協力者の力を借り、村人達に取り入って「科学王国」の人材（マンパワー）に手に入れよう画策する。そこで猫じゃらしでラーメンを作って村人へ配り、その対価として労働力を提供してもらおうとした。ところが、その現場にて村の近辺に潜み紛れ込んでいた司サイドのメンタリストあさぎりゲンと遭遇する。しかし千空達がコハクの姉ルリを助けるためのサルファ剤を作る過程において発電を成功させる姿を見て、ゲンは千空側に寝返るか司側に留まるかで思いを揺らがせる。
だが、状況に迷い様子見を行っていたゲンは、村の覇権を得ることを願うマグマ一派に襲われて大怪我を負う。間一髪のところを千空達に救われたゲンは「ささやかな願い」を口にし、千空は科学の力でそれを必ず叶えることを約束する。その約束を信じたゲンは、司の元に戻り「千空は死んだ」と報告し、その生存を隠した。一方で千空は村の凄腕職人カセキといった協力者を増やし、村の長を決める御前試合の前日には、ついに残る材料が「酒」のみとなった。仲間の誰かが長とならなければルリへの薬の投与が実現しないため、御前試合に出る予定ではあったが、優勝すると薬の原料となる酒が手に入ることも知り、どんな手段をもってしても仲間を優勝させることを決意する。その一方でマグマ一派も村長の座を得ようと画策していた。千空達は自らの知恵と技術を駆使してマグマ一派との激突を制す。結果として千空が優勝、新しい村長となった。
そして、サルファ剤を完成させてルリの命を救うことに成功し、無事に病気から快癒した彼女から千空が聞かされたのは、自らの育ての父であり、宇宙飛行士であった石神百夜が宇宙にいたことによって石化を逃れて、この村を創り上げる始祖となるまでの物語『百物語 其之百 石神千空』であった。物語に託されたメッセージにより、「科学復興・人類救出という願いが、正しく百夜の遺志である」と知らされた千空は改めて父の遺志を継ぐことを決意。村人たちもまた千空を支えることこそが村の始祖の遺志であることを知り、石神村は新たなる結束の時を迎えた。

### Z=46 - 82「第二部 STONE WARS」
石神村が新たなる結束を迎えたのも束の間、ついに獅子王司が武力による村の制圧に乗り出す。そのことをゲンから知らされた千空は石神村の人々と共に、司軍の対策に乗り出す。
司の腹心・氷月を筆頭に襲撃してきた刺客を千空達は、日本刀により撃退する。双方とも冬ごもりに入り、春の決戦に備えて千空は情報戦の重要性を説き、携帯電話（トランシーバー）を作り始める。千空達はその過程で真空管の作成を始めるが、真空管の超高熱に耐えられるフィラメントを作れずに行き詰まる。代用策を千空が考えている途中で年を越し、皆と初日の出を見ることになるが、クロムが集めた石の中よりスイカが見つけた灰重石─タングステンが、朝日が昇る一瞬の紫外線に反応する。千空、クロム、マグマの三人組は電球とバッテリーを携え、タングステン採取のためにクロムが灰重石を拾った川の上流にある洞窟の中を探索、その途中でマグマが正式な仲間となり、洞窟の奥の鉱脈でタングステンを初めとした様々な種類の貴重な金属を採取することに成功する。その後、石神村で千空に対し、ゲン発案でサプライズ誕生日プレゼントとして天文台が送られる。
携帯電話が完成した日、千空はルリが発した伝承の一言から、百夜が遺していたガラスのレコードを発見する。レコードに封じられていたリリアンの歌声を聴いたゲンは、自身の声帯模写とレコードの歌を使って司帝国の人々に「アメリカは既に復興している」という偽の希望を持たせ、司帝国を瓦解させる作戦を立案する。千空も作戦を了承し、ゲン、クロム、マグマが大樹、杠の元へ携帯電話を運ぶことになり、千空達は村を見張っていた氷月の部下・ほむらへの陽動を仕掛ける。陽動と、電話のベルを使ったモールス信号による連携でほむらの捕縛に成功し、クロム達は大樹達が作った「千空の墓」に携帯を埋めることに成功する。
しかし、穴を掘るときの硬い岩盤を割った音を聞きつけた羽京に察知され、ゲンのみを逃がす。無事、大樹達と連絡を取った千空とゲンにより、大樹達の監視をしていたニッキーを仲間に加えることに成功するが、一方でクロムは捕縛されてしまい、千空達は救出のため司帝国の近くに砦を作ることを決め、物資の運搬用に蒸気自動車を作る。クロムの捕らえられている牢屋に突撃するため自動車を戦車に強化するが、司も千空が蒸気機関を作ることを想定し罠を張っていた。罠に気付いたクロムは見張りの陽の隙を突き、有り合わせの物を用いて作り出した次亜塩素酸ナトリウムを使って牢を破り脱走。千空達に合流した。さらに死者を出さないことを条件に、千空達の策略に気付いた羽京と手を結ぶことに成功する。
準備が整った千空達は奇跡の洞窟（硝酸の洞窟）を僅か20秒で制圧するが、そこに司と氷月が現れ、最後の戦いの幕が開いた。圧倒的な強さを誇る二人に対し、コハク達が時間を稼いでいる間に千空は硫酸、硝酸、石鹸からニトログリセリンを調合、ダイナマイトを作り出して司と対等に交渉することに成功する。司が文明崩壊前、“霊長類最強”のファイターとして格闘大会で戦うなどして賞金を稼いでいた理由は、臨床的脳死となった妹・未来の生命維持費を稼ぐためだったと推測した千空は、石化現象の修復作用なら未来を助けられる可能性を提示し、司も停戦に同意する。発見した未来の石像に復活液をかけ、無事に未来の目を覚ますことに成功するも、司を殺す機会を窺っていた氷月が本性を現す。司は槍で左胸を貫かれ、陽が脱走させたほむらにより奇跡の洞窟も崩壊してしまう。千空と司は氷月の野望を阻止するためにタッグを組み、即席のスタンガンで氷月を破る。
戦争は終結し、千空は石化現象を逆用して重傷を負った司を助けるため、本格的に石化現象の解明に取り組むことを決意する。

### Z=83 - 137「第三部 Dr.STONE」
千空は、司をコールドスリープさせて延命させるための冷蔵庫を制作し、一時的に司の命を止めた。また、百夜の遺した情報から石化光線の出所が南米大陸だと掴んでいた千空は海を渡るため、船の建造を宣言。村民と旧司帝国民の間で軋轢が起こることを危惧したゲンの提案により外洋航海船の設計コンペを開催し、千空の帆船が全会一致で採択される。船の建造がはじまると共に、千空は司が復活者選定の情報源としていた南に船長の心当たりを聞き、彼女の案内で七海龍水を復活させる。船を一瞥した龍水に材木の質に問題があることを指摘されるが千空はそれを予期しており、帆と動力ハイブリッドの機帆船とすることになるが、そのための燃料として石油を探すこととなった上、船長報酬として石油の所有権は全て龍水のものとなり、千空達は龍水から石油を購入する必要に迫られる。
千空達は現在の静岡県に位置する相良油田の捜索を開始するが、約3700年の間に発生した富士山の噴火に伴う天変地異が原因とみられる地形の激変が発覚。新しい日本地図を制作する必要に迫られ、地図作りのために気球を制作することになる。杠達の尽力により気球は完成、同時に余った麻布で作った洋服を売り出し、順調に軍資金も確保する。気球からの地図製作と平行し、龍水の提案で長期航海用の保存食探索も始まり、ヤギや小麦を発見。農耕を開始し、同時にパンを試作するもの、千空達の技術ではまともなパンを焼けなかったため、龍水の執事兼シェフであるフランソワを復活させ、無事パンの問題は解決。復活液を提供した南との取引で制作したカメラで撮影した航空写真を見たコハクと、食材として捕らえた中にいた油くさいイノシシのおかげで、ついに油田を発見する。
石油を発見した千空達は、ガソリンとガソリンエンジンのテストとしてモーターボートを作り、さらに海上での正確な位置を知るためのGPS（無線方位信号所）を制作する。ところが、GPSのテストの最中に謎の通信が入り、千空達以外の謎の存在がいることが判明する。「ホワイマン」と名付けられたその存在に対抗するため、また航海のため千空はレーダーを制作。それを見たクロムは、地中レーダーとして活用することを思いつき鉄鉱石の鉱脈を発見、不足しつつあった鉄の確保に成功する。一方で帆船作りは、大型船建造の経験者がいなかったため行き詰ってしまう。千空は計画を変更しようとするが、大型帆船製作を諦めない龍水は自ら模型を作り、それを正確に拡大することを提案し千空も了承する。帆船の再建造に合わせて工業レベルの向上も行われ、西暦5741年9月10日、ついに科学船ペルセウスが完成する。
龍水の選抜した乗組員を乗せ出航した一行は、まず、かつて百夜達が不時着した島を目指すことを決める。ルリから、百夜が伝承として残した百物語の全容を聞いていた千空は、鉱石に関する話の中に「宝箱」という単語が何度も出てくることに気付き、百夜達はダイヤモンドその他、希少な鉱石を宇宙船ソユーズの帰還船の中に、後に復活した人類のために保管したと推測。宝箱の中に眠っているであろうプラチナを入手できれば、石化復活液の無限増産が可能になるという。その話を聞いた名無しの村人は自身がその島の出身であり、幼いころに拾われたことと自身の名前が「ソユーズ」であることを明かす。ソユーズの存在により島に石神村と分家した人々が住んでいることが発覚したため、嵐に紛れて島へと上陸する。
千空、コハク、ゲン、ソユーズが偵察隊として上陸した一方、船ではスイカが密航していたことが発覚して騒ぎになっていた。しばらくして偵察隊からの無線に船が応答しなくなったため、不審に思ったゲンとソユーズが望遠鏡で船の様子を見ると、船にいた全員が石化してしまっていることが発覚する。ソユーズが思い出した記憶から、島には人を石化する何かとそれに対抗する人々がいることが判明し、ほどなく一行は島の住人の少女を発見する。その少女アマリリスの話によれば、「頭首」と呼ばれる支配者が、人々を石化させる爆弾で武力支配しており、幼いころに友人を石化されたアマリリスは頭首に対抗するため、後宮へ嫁いで石化爆弾を奪おうと考えていたという。
アマリリスに協力を持ち掛けられた千空達はコハクを一緒に潜入させることに決める。頭首の軍勢が調査していた船から薬品を乗せたスチームゴリラ号を、石化を免れ船内に潜伏していた銀狼とスイカに回収させ、皆はアマリリスに案内された海蝕洞「サファイアの洞窟」に隠れた。調合したシャンプーや化粧品で飾ったコハクとアマリリス、護衛として女装させた銀狼を、鉱石ラジオの原理で作ったインカムを持たせて後宮へ潜入させることに成功した千空は、次に石化爆弾を空中でキャッチするためにドローンの制作を宣言する。
頭首の棲む大木に絡めとられた宇宙船ソユーズを発見したコハクは、千空の作った無音爆弾で保存のため百夜たちが作っていたコンクリートを破砕、保存されていたものを千空に届けることに成功する。コハクの発見した砂金に紛れていたプラチナを入手した千空は硝酸製造機を作り、海に棄てられてしまったカセキの石像を探すため、まず潮の流れが読める龍水を復活させる。龍水が発見し復活させた大樹の活躍もあり仲間達の石像は全て回収され、ドローン作りも佳境となった一方、コハク達は頭首の側近であるモズに正体を見破られてしまう。また、銀狼は頭首がすでに石化して死亡しており、島の実権は宰相イバラが握っていることを知ってしまい、イバラに致命傷を負わされてしまう。
コハクは銀狼を助けるため、銀狼とともにわざと石化する。アマリリスはそれを伝えるため逃げ戻るが、モズに追跡されて隠れ家がバレてしまう。しかし千空達はモズの不審な行動から、彼がイバラを殺そうとしていることに勘付き、石化武器を持っているのがもう一人の側近キリサメだけだと推測。ゲンによる交渉の末、モズと一時的に同盟を結ぶことに成功する。モズが攪乱を行っている隙に千空達はモズと敵対した時のために拳銃を制作、ドローンも完成させて準備を終え、海哭りの崖で決戦を挑む。千空達はキリサメに石化装置を投げさせるが、コハクが持っていたインカムに目を付けていたイバラは千空達の作戦を盗み聞きしており、偽物でおびき寄せている間にペルセウスを奪って島全体を石化光線で包むことを画策していた。
イバラの策に気付いた千空達は二手に分かれ、一方は警備が手薄になった頭首像の奪取、一方は時間稼ぎを行う。イバラによって破壊されていた頭首像を修復する間、追い詰められた千空は最後の手段として船内で拘束されたまま石化していた氷月を復活させ、氷月も千空側につく事を決める。イバラが戦闘部隊長のオオアラシを使って島全体を石化しようとした際、像回収チームによりイバラの悪事が明らかにされるも、イバラはキリサメを石化し、オオアラシに石化装置を飲み込ませて島の中央へと走らせる。
オオアラシを追う千空達だったが、あえなく石化装置は発動してしまった。オオアラシの石像を破壊し石化装置を取り出したイバラだったが、クロムの作戦により千空は生き残っており、最後の戦いにもつれ込む。イバラが石化装置を投げた瞬間、千空が復活させた龍水が予定通りドローンでキャッチし綱引き勝負となる。千空はカウントに合わせて手を放すが、イバラも帽子を投げつけて石化を阻止する。発動した石化装置に龍水が突っ込み、インカムを石化装置に取り付けてイバラの元へ届けると、千空は遠隔で石化装置を発動、イバラを石化させて勝利する。

### Z=138 - 211「本章 石化の真相」
戦いを終え、仲間達を復活させた千空が村に残ったルリからの通信を受けている最中、再び通信に割り込みが発生する。それは千空と同じ声で石化装置を発動させ、地球全土を巻き込もうとする通信だった。羽京は、通信の声はボーカロイドなどと同じ合成音声であると断言。大樹が海底から回収してきた古い石像松風を復活させ、彼から石化装置は空から降ってきたという話を聞く。その話を聞き、電波の方向を計測した千空は、ホワイマンがいるのは月面である事を突き止め、月に行くためのロケットを作ることを宣言する。手に入れた石化装置で司を復活させると、ロケットを作るためにコーンの街、超合金の街、アルミの街、数学の街、ゴムの街を作る計画を立案する。
まず、多くの人を石化から復活させるのに必要となるアルコールの原料になると同時に、食糧にもなるコーンの街を最初に作ることを決める。そこでアメリカ種の良質なトウモロコシを手に入れるべく、ペルセウスで太平洋を横断して、カルフォルニア州サクラメントまで到達するが、そこには千空と同じ自力復活者のDr.ゼノが待ち構えていた。ゼノの右腕であるスタンリーに飛行機で襲撃されるが、逆に飛行機を鹵獲し、武力で先行するゼノに対抗するためペルセウスを空母に改造し始める。一方、ゲンが敵側に潜入するが、ゼノも医学生の少女ルーナをペルセウスへ潜入させ、スタンリーに千空を狙撃させる。
重症を負った千空は寝返ったルーナの治療を受けながら指示を出し、ゼノの居城への侵入はクロムに一任する。2週間後、千空は改造した飛行機でのドッグファイトに勝利するも、密かに接近していた潜水艦より強襲してきた兵士にまたもペルセウスを占拠される。しかしクロム達により司らはゼノを捕獲することに成功して千空たちと合流。千空たちはボートを奪い、ペルセウスのメンバーの一部をコーンの街作りのため北米に残し、自分たちは追ってくるスタンリーの部隊をかわしながら南米へ向かう。千空とゼノの知見を突き合わせ、石化光線の発信源がマナウスである事を突き止め、途中で出会った地理学者チェルシーの協力を得てバイクをクラフトして南米を縦断。
辿り着いたマナウスで見たのはピラミッドのごとくうず高く積み上げられた無数の石化装置の山だった。千空はこれを利用して石化装置の解析を開始し、コーンシティーチームに時計技師のジョエルを復活させて分解させた結果、石化装置の動力源が小さなダイヤであることを発見する。スタンリーを倒すために石化装置で自爆する戦法を使うことに決めるが、ダイヤ電池の制作が上手くいかず、次々と仲間たちが致命傷を負っていく。千空はダイヤ電池の最後のピースが劈開面にあることに気付き、通信で話を聞いたジョエルがダイヤ電池を完成、ホワイマンが送り続けていた通信を利用して再び全世界を石化させて戦いに勝利する。
数か月後、事前に作っておいたショックキャノンを利用した自動装置で復活液の瓶が割れ、スイカだけが復活する。スイカは千空が残していたメモに従い復活液の製造を始め、失敗を繰り返しながらも7年の歳月をかけて千空を復活させる。順次仲間達も復活するが、明らかに死亡していた氷月が蘇生したことで石化装置は人間に永遠の命を与える力があることが判明。この事が知れ渡れば、やがてディストピアが誕生すると考えた千空、司はゼノを目覚めさせ、協力を約束させる。ゼノを仲間に加えた科学王国は、改めて世界中の人々を復活させるべくゼノが開発したロケットエンジンLv1を積んだ新型ペルセウスで世界を回る組、北米のコーンシティ復活組、残ってロケットエンジンの開発を続ける組に分かれる。
世界冒険組となった千空達は各地を復活させる中、ロケットの軌道計算を行う技師として龍水の兄七海SAIを復活させ、彼のためにコンピューターをクラフトする。コンピューター作りを杠達に任せ、千空たちのロケット作りの資材集めも大詰めを迎えるが、ここに至って千空は月でホワイマンと直接対決するメンバーは地球へ戻らず、石化装置で石化し、助けが来るまで待ち続けるという片道ロケット計画を公表。これに反発したクロムはスイカと共にSAIの助けを借りながら往復用のロケットを設計しはじめる。宝島を経由し、ついに日本へと帰還した一行は、出発前に千空が居残り組に課していた水力発電用のダムやロケット発射場を目にするのだった。

### Z=212 - 232「終決章 STONE TO SPACE」
コーンシティでクラフトしていたコンピューターが届き、着々と準備が進む中、石化装置の劣化を防ぐため真空パックを行い金庫へ保管するが、突如石化装置が勝手に起動するという事件が発生する。石化装置を監視することと月にいるホワイマンの所在を探るべく、千空はテレビカメラをクラフトし、人工衛星を打ち上げる計画を発表する。ソーラーパネル搭載の人工衛星とロケット本体、そしてゼノが開発したロケットエンジンが揃い、無人ロケットの打ち上げが行われるが、元NASAのゼノがいても打ち上げは成功せず、何度も失敗を繰り返す。
幾度めかの打ち上げがついに成功し、宇宙望遠鏡の映像を見たコハクにより月面のホワイマンの居場所が明らかとなる。本格的に有人ロケットの開発に着手する千空の言葉で閃いたクロムは、一度に複数のロケットを打ち上げて宇宙で合体させる往復ロケットの案を発表、ゼノから設計が複雑化することが指摘されるも多数決により往復ロケット案が採用される。千空は合体ロケットの数百万点におよぶ部品を設計するため、インターネットで世界中の技術者の力を結集することを決める。海底ケーブルで敷設されたインターネットと電子ペーパーを使ったCADシステムでロケットの設計が進む中、宇宙飛行士の選抜も開始される。
ゼノが管制塔として残るため科学者は千空に決定、残りは司や龍水で決定かと思われたが、司は科学の武器が存在することから戦闘能力と身軽さに秀でたコハクを推薦、龍水は操縦技術と戦闘能力を両立するスタンリーが相応しいとし、スタンリーの石化を解く。打ち上げの日が刻々と迫るなか、千空は宇宙へ行く前の最後のクラフトとして仲間たちの欲しいものをクラフトし、ついに打ち上げの日を迎える。無事、宇宙へ出た3人だったが宇宙船の配線にトラブルが発生、無線や外部映像などが使えなくなりドッキングがままならなくなってしまう。
しかし4号機に乗っていた龍水によるドッキングに成功、地上で監視していたゼノが持たせた回路と交換し、合体ロケットは完成。3日後には月に到達し、月の裏側から月面に降り立った。かつてアポロ11号で月面に降り立った宇宙飛行士が立てた旗の傍で、千空達はホワイマン──無数の石化装置と対峙する。ホワイマンの正体は宇宙の彼方からやって来た機械生命体であった。その目的は石化による永遠の命をエサに、知的生命体に自分達の保守・複製を行わせ、寄生することであった。千空は彼らの事情を聞き、独断である交渉を持ちかける。だが、交渉は決裂。ホワイマン達は新たな知的生命体を求めて再び宇宙へ飛び立つが、唯一ホワイマン達のリーダーだけが千空の提案に乗り、地球に残るのであった。
数年後、人類は完全に復興し、大樹と杠は約束の結婚式を挙げる。千空は世界中から集った科学者と共に石化装置のシステムを解析し、それらを応用してタイムマシンを開発することを宣言するのだった。「唆るぜ、これは!!!」

## 登場人物
声の項はテレビアニメ版の声優。年齢は初登場時のもので、作中では数ヶ月、時には年単位で時間が進んでいるため、皆さらに歳を取っている。また石化した人間は、生年による実年齢が肉体年齢よりも遙かに高い事になる。

### 科学王国
石神 千空（いしがみ せんくう）
声 - 小林裕介、小松未可子（幼少期）
本作の主人公。逆立った白髪が特徴の16歳の少年。身長171.4センチメートル、体重61キログラム。1月4日生。AB型。
口癖は「唆るぜ、これは」。また修飾語に「100億％○○」や「100億点○○」などという言葉をよく用いる。根っからの科学オタクで、「科学は地道な探求」という持論を持つ。
数学にも強く複雑な計算を暗算できるほか、ある程度医学、生物学、植物学などの知識も持ち、また鎌倉の大仏の正確な経緯度を理解している等、科学以外の知識も豊富。それらの知識を文明崩壊後の世界で皆が生き残るために役立てる。頭脳明晰で技術に詳しい反面、身体能力自体は低いが、必要に迫れれば（生き残るためや、発明に必要なとき）限界まで自分の体力を酷使するのもいとわない。また、極度の漆アレルギー体質であり、一度かぶれると顔が（ゲン曰く）アンパンマンのように膨れ上がる。合理的な性格だが非情ではなく、1人の命と大勢の命を天秤にかけるような場面でも1人の命を見殺しにできない甘さもある。その性格は幼少のころからで、宇宙へ行くという夢のもと、積極的に実験を繰り返し、学生時代に作った無人ロケットを宇宙空間にまで到達させている。
広末高等学校科学部部長の男子高校生だったが、石化後、秒数を数えて暦を把握し、大樹よりも半年ほど前に復活。原始に戻った世界で再び科学をもたらすべく奮闘する。
完成させたサルファ剤でルリの肺炎を完治させ、正式に石神村の長となる。長になったことで、科学関連の作業に村人を総動員できるようになる。科学関連の作業の過程で村人の生活水準を飛躍的に上げているのもあって村人からの信頼度は高く、千空が鉱石採掘のために出掛けている間にゲンの提案で、誕生日プレゼントとして天文台が造られる。
最終的には科学の力で全人類を復活させることを目標として「科学王国」を設立する。だが別に王などを自称しているわけではなく、特に他人に何かを強要しているわけでもないが、石神村の人々同様、彼が作った発明品や科学の未来展望論に惹かれた多くの協力者を得ていく。
全てが終わった後、ホワイマンや科学者達と共にタイムマシン開発に取り組み、救えなかった人々を救うべく研究を続ける。石の世界にゼロから文明を築き上げ、新世界の人々からは「Dr.STONE」の名で呼ばれた。
キャラクターとしては、原作者の稲垣理一郎からは前作品『アイシールド21』の金剛阿含と同一であると、ケンドーコバヤシとの対談で明かされてる。
大木 大樹（おおき たいじゅ）
声 - 古川慎、田村睦心（幼少期）
本作の準主人公。千空の幼馴染で親友。16歳。身長189センチメートル、体重95キログラム。4月2日生。A型。一話では大樹の視点でストーリーが進む。
典型的な脳筋で学もないが、誠実で単純な行動派の熱血漢。特に親友である千空の言うことは無条件で信じ、身を任せる。争いを好まない故、攻撃を受けてもひたすら守りに徹して耐える。杠に想いを寄せている。作中での発言から、両親は石化以前に亡くなっている様子。大柄で、千空からは「デカブツ」と呼ばれている。
千空の復活から数か月後に復活、頭脳労働は千空に任せ、圧倒的な体力を武器に、自らは肉体労働でサバイバルに奮闘する。戦いはしないが、身体能力の高さは作中でもトップクラスで、石化している杠を軽々と持ち上げる怪力に、80キロメートルの距離を「フルマラソン2周分だから5時間あればいけるか」と発言するなど無尽蔵の体力を誇るほか、泳ぎも得意で「ほんの200～300往復潜れば」と発言するほど、根気も強く地道な作業を苦としない。また、司の蹴りを受けて倒れなかった初めての人物で、打たれ強さも常軌を逸している。さらに大声の持ち主。
スパイ兼人質として司帝国で杠のサポートをしながら暮らしていたが、その後科学王国と合流する。農耕を始めた際、リーダーに任命された。その後鉱山での採掘など、様々な力仕事も任されている。科学船ペルセウスにも、力仕事担当として乗船する。
全てが終わった後、杠と結婚し、ファッションの会社を設立。力仕事担当社員となった。
小川 杠（おがわ ゆずりは）
声 - 市ノ瀬加那
本作のヒロイン。千空と大樹の友人。15歳。3月31日生。O型。
お茶目で明るい性格。口癖は「ワオ」。手芸部に所属していたため、手先が器用。「手芸は根気」を信条としており、地味で単調な作業も根気強く続けることができる。ここぞという時の度胸も据わっている。大樹に想いを寄せられており、薄々気付いているような描写もある。
千空と大樹によって復活した後、彼らと行動を共にする。以前は、大樹とともに司帝国でスパイとして千空から受けた任務をこなしていた。司帝国の者達は、彼女は一晩中かけて復活者用の服を作っていると思っていたが、実際はごく短時間で作業を終え、余った時間は千空からの指令で司によって破壊された石像の破片を集めてつなぎ合わせていた。これにより、一度破壊された石像でも、復活液を使用することにより復活させることができた。
気球の作成時にはリーダー役として布作りを担当することになる。その際、布作りに必要な織機の作成を千空らに頼んだ時には、単純な手織機を想像してたが、自分の予想を遥かに超える程の足踏み式の織機に驚きを隠さずにいた。気球に用いる布のうち、通気性が良すぎて使えないもので服を作るというゲンの案に飛びついた際は、金狼に「狂戦士化している」と言われるほど人が変わったかのように服作りに熱中していたが、大樹曰く「手芸中はいつもあんな感じ」とのこと。科学船ペルセウスにも、帆のエンジニアとして乗船する。
全てが終わった後、大樹と結婚し、ルリや未来と共にファッションの会社を設立した。
浅霧 幻（あさぎり ゲン）
声 - 河西健吾
マジシャン兼メンタリストの男性。「浅霧 幻（あさぎり ゲン）」は芸名で、本名は不明。19歳。身長175cm、体重61kg。4月1日生。B型。
軽薄で飄々とした性格で口が上手く用意周到で、体中には血糊を仕込み千空からは骨の髄までマジシャンと称された。口癖として「ゴイスー」「バイヤー」「ドイヒー」などの倒語（ズージャ語）を多用する。基本的に、年齢・性別に関係なく誰に対しても「ちゃん」付けで呼ぶ。声帯模写が得意で、無理をすれば女性の声の模写も可能。好きな飲み物はコーラ。
復活後、千空の死を確認する任務を与えられて石神村へ訪れるが、千空が作った電気を見てコーラ一本を条件に千空側に寝返り、司に嘘の報告をする。その後は石神村で暮らし、科学関連の作業に従事する。科学知識は乏しいが、千空と同じ現代人であるため現代人でないと伝わりにくい事柄も理解できる。心理学に精通し、その知識を千空達のための交渉や人心掌握、人力の獲得などに使っている。また、相手の痕跡を辿っての追跡などもよく行っている。心理学を応用した多彩な人身掌握や人力獲得などの手口から羽京は「司や氷月じゃなくて千空についてくれて本当に良かった」とその能力を高く評価する程。
科学船ペルセウスにも、島民への交渉担当として乗船。宝島ではモズを一時的に味方につけるため心理誘導を行った。
全てが終わった後は外交官として世界中を忙しく飛び回っている。

#### 石神村
コハク
声 - 沼倉愛美
村に住む金髪碧眼の少女。千空が最初に遭遇した石神村の住人。16歳。身長160センチメートル、体重52キログラム。8月8日生。B型。古風な口調で話す。言葉の始めに「ハ!」と一息置いてから話すことも多い。
青いワンピースに似た服装を着用している。千空からは「雌ライオン」、クロムからは「メスゴリラ」と言われており、その度に制裁を加えるが年相当の少女らしさを持ち合わせる。11.0という驚異的な視力と軽快な身のこなしで村一番の武力を誇る。司からは女子高校生ほどの年齢としては有り得ないほどの戦闘能力と評されるが、実力は司や氷月の足元にも及ばない。
母親（声 - 木村亜希子）が亡くなり、姉のルリが病弱なことため、父親・コクヨウから巫女になり百物語を途絶えさせないよう命じられる。しかし、ルリが死んでもOKというプランに手を貸す気は無く、自分がいつでも巫女を継げる状況になればルリを持たせている気力の糸が切れてしまうと思い、父に嫌われ巫女にふさわしく無い娘になろうと、粗暴になった。
ルリのために温泉を汲みに行った際に千空に出会い、彼に協力するようになる。しかも司が斬り落とした大木の下敷きになった時、千空に助けられたことで彼に惚れてしまったと告白している。司が杠を人質にとり、千空が身代わりになって攻撃を受けた一連の様子を目撃しており、司を尾行して問答無用で殺そうとするなど野蛮な面も見られる。しかし殺人経験は無く、ほむらを捕える上で無傷での捕縛は不可能だが殺すことは可能と判断し、いざと言うとき躊躇しないために千空にほむらの殺傷許可を求める。
カセキが物作りに興奮して肉体が膨らみ服が弾け飛んだ時には真っ赤になって顔を手で覆っていた反面、クロムが御前試合でのマグマ対策で睾丸を攻撃する練習をしてた際には「積極的に睾丸を叩くべき」と助言をするなど、戦闘方面では冷静な性格。 父から贈られた盾をギアの材料にする際は微塵も構わないと言うなど、物への愛着よりも実用性を重視するようである。
普段は髪を縛っているため分かりにくいが、千空を遥かに上回る癖毛の持ち主。
全てが終わった後は警察組織に加入し、ほむらと共に護身術を教えながら治安維持を行っている。
クロム
声 - 佐藤元、泊明日菜（幼少期）
村に住む16歳の少年。コハクとルリの幼馴染。身長170センチメートル、体重63キログラム。2月4日生。A型。
理数系で、好奇心旺盛で頭が良い。あくどい表情や性格は少し千空似である。化学の倉庫を所有。口癖は「ヤベー！」「クッソ！」。科学を「妖術」と呼び、村の科学と算術を確立させた。千空と出会い、科学の素晴らしさを学ぶ。ルリに想いを寄せているが、クロム本人はその恋心に気づいていなかった。妖術（科学）を極めていたのも、彼女の病気を治すためである。だが病気を完治させる方法は見つからず、周りからは変人扱いされていたが、千空との出会いでルリを救う道を見出した。
戦闘能力自体は低いようだが、鉱石の探索などで鍛えられており、一般的な身体能力の現代人と比べれば身体能力は高めのようである。御前試合ではマグマに力負けしたが、スイカの被り物のレンズを使い、マグマの服に着火させ怯んだ隙を突き、見事マグマに勝利している。だが千空との決勝戦直前に力尽き、意識を失ってしまった。
千空から3700年前の世界で起こった石化現象により文明が滅びてしまったことを聞き、涙を流すほどに悔しがる様子を見せ、それがきっかけで千空と意気投合し、千空と共に科学王国設立に協力する。
千空が作ったわたあめ機から水車を思いつきカセキと共に3日間徹夜で作り上げたり、電球が完成したことで洞窟の奥深くから鉱石を入手することを思い浮かんだりするなど、柔軟な発想力を持っている。文字や数学知識なども積極的に学んでおり、北米編では三角測量を行ったり、重症を負った千空の代わりにドリルを設計するほどの成長をみせている。元々数学知識に長けており、独学で九九を編み出していたが、本人は「苦苦（くく）」と名付けていた。
全てが終わった後は千空と共にタイムマシン開発に携わり、完成したら結婚しようとルリにプロポーズした。
ルリ
声 - 上田麗奈
村の巫女。コハクの姉で、クロムの幼馴染。18歳。4月14日生。O型。
代々の巫女が伝承する「百物語」を継承しており『桃太郎』の他、日本ではまず見ないであろう動物や、難しい言葉を知っている。初対面の千空のことを知っているような素振りを見せていたのも百物語に彼が登場するためであった。
病弱だったが、千空が完成させたサルファ剤を服薬して回復した。その際、薬に対する反応から肺炎を患っていたことが判明する。元々の身体能力は妹同様に高く、完治後は村人が驚くほど活発に動き回る。 その後はワイン作りやマンガン電池の製造など、労働にも従事する。
幼馴染のクロムとは小さいころよく遊んだ仲だが、立場と病気によりずっと遠縁のような仲が続いていた。しかし、病気が完治した後は、昔のように話し合う関係に戻った。
金狼（キンロー）
声 - 前野智昭
村の門番の18歳の青年。7月9日生。A型。
生真面目でルールに厳格な性格。千空によって得物の槍に金メッキ を施されると喜ぶなどの一面も見せる。本来はマグマをも上回る実力を持ちながら、ボヤボヤ病(近眼)のせいで真価を発揮できずにいたが、メガネを着用して克服する。目つきが悪いのは元々だと言っていたが、メガネを着用後は明らかに目つきが柔らかくなる。当初は科学を妖術と言い、科学や算術は戦いの役には立たないと理解を示していなかったが、番外編の千空とクロムの算術決戦時に男性陣4人がかりでもコハクに完敗したことを算術で例えた事で納得した。
科学王国で開催されている文字の勉強会にも参加しており、名前を書けるようになっている。出番はさほど多くないが第2回人気投票で4位に入るなど、読者からの人気は高い。
全てが終わった後は陽の誘いを受け、警察官となる。
銀狼（ギンロー）
声 - 村瀬歩
金狼の弟。村の門番の少年。16歳。4月7日生。B型。
フランクだが単純かつ弱気な性格。語尾が間延びした喋り方をする。金メッキを施された金狼の槍に嫉妬し、その槍が無くなった時はおちょくる。硫酸採取時に気を失いかけたが、その後千空の言葉で勇気を出し、硫酸の池に落下しそうになったクロムを助けるなど、硫酸採取に貢献する。御前試合では千空らと共に八百長に参加するが、ルリの言葉を行間も読まず解釈し、準決勝で裏切り千空を本気で攻撃するなど、利己的な本性を露わにする。また、カセキの言葉に隠された意味をその場にいたほとんどの者が理解していたにも関わらずわざわざ口に出したり、電話でルリと話そうとしたクロムに告白するように促すなど、野暮でお節介な一面もある。
宝島編では一度は乗船を拒否したが、いい格好をしようと追いかけたため大樹によって無理矢理乗船させられる。また、石化される直前、偶然海に潜っていたことが幸いし、石化を免れている。その後、石化装置の秘密を探るべくコハクと共に後宮へ潜入した際には、女装姿を披露している。北米編でも引き続き乗船している。
全てが終わった後は陽の誘いを受け、警察官となる。しかし全く働いていない。
コクヨウ
声 - 金尾哲夫
村の元長。ルリとコハクの父親。4月19日生。B型。
御前試合でルールを破ったコハクを勘当した。御前試合で優勝してしまった千空に対し、当初は長になることを認めなかったが、ルリの肺炎を完治させたことで千空を正式に長に任命する。その後、村の発展に貢献し続ける千空の活動を目の当たりにし、長の座を譲った判断は間違っていなかったと確信する。厳格な性格だが、コハクが自分にとって思い入れの深い盾をギアに改造しようとした際に惜しむなどの一面も見せる。その後、STONEWARSでは前線で戦い、宝島編では世界冒険チームとして機帆船ペルセウスに乗り込む。
スイカ
声 - 高橋花林
模様のないスイカをフルフェイスヘルメットのように被った小柄な9歳の少女。「スイカ」という名前が本名なのか渾名なのかは不明。身長119センチメートル、体重21キログラム。9月9日生。O型。語尾に「○○なんだよ」を用いることが多い。
内向的だが純真な性格で、「人の役に立ちたい」という思いが強く、積極的に行動を起こす。小柄な体と被り物を活かした情報収集を得意とする。ボヤボヤ病（近視）を患い、素顔は可愛らしいが目を細めてしまうので凄い顔になる（ピンホール効果で少し見えやすくなることと、目を細めたときの顔を見られるのが恥ずかしいというのが、スイカの被り物を被っている理由である）。
御前試合でマスクを破壊されたため、千空とカセキが作った新しいマスクを被るようになった。このマスクについている葉っぱは丸めてあり、集音機となる。
宝島編では船に密航していたが、石化される直前に龍水によって逃がされ、ラボカーを奪取するなどの活躍をした。北米編からは正式に乗員となる。スタンリーとの決戦では石化装置で自爆する戦法が用いられることになったため復活役に選定され、再度の全世界石化から数か月後に復活。糞尿を使った方法で硝酸を製造し、7年の歳月をかけて復活液を完成させた。
全てが終わった後は千空と共にタイムマシン開発に携わる。
「スイカ」のイントネーションは、稲垣理一郎や担当編集は果物のスイカと同じイントネーションで呼んでいるが、Suica ・果物のスイカのイントネーションのどちらで呼んでもよいとしている（アニメ版では果物の方の発音で呼ばれている）。
マグマ
声 - 間宮康弘
目付きも性格も凶暴な男性。8月22日生。B型。
下品な笑い方をする。「問題を解決するために千空たちを迷いもなく殺そうとする」「自分が長になるためにあさぎりゲンの暗殺を企てる」など自分の邪魔な相手に容赦のない性格。コハクが勘当されるきっかけを作った張本人でもある。体格が良く、石神村で次期長に最も近いとされていたが、ゲンのハッタリとクロムの機転で御前試合で敗北する。総合的な実力は、コハク、メガネを着用した金狼には劣るが、力だけで言えば村でダントツとのこと。村では強い男ほど人気があるらしく、村の中では最もモテるらしいが、作中では女性人気があるとは思えないような描写しかない。
その後、真空管作成のためにタングステン採取に行くときに、その怪力に目をつけた千空が白羽の矢をたてる。その際、洞窟の中で雲母に落ちたあと、千空と協力して雲母から脱出し、千空の仲間になる。後に一応改心し、怪力を活かして鉱石の採掘や実験の力仕事に貢献する。
司がコールドスリープ状態になった後、指導者を失った旧司帝国の構成員を従えるべく、船長の座を狙う。その際のマントルとの会話で、千空を殺す意思が薄れたことが明らかになる。
全てが終わった後は陽の誘いを受け、警察官となる。
マントル
声 - 松重慎
マグマの腰巾着。AB型。基本的に「あいー」としか言わない。常にマグマに付き従うが、マグマに恐怖心を持っている。千空が村長に就任後はマグマと共に千空に協力している。
マグマから千空を殺したいかどうかを聞かれた際に、すぐに答えを出さず、複雑な顔をして悩む。
カセキ
声 - 麦人
長い髭を生やした60歳の老人。仕事熱心な職人。千空達の物作りにおける中心的存在。身長155センチメートル、体重57キログラム。2月9日生。AB型。
老人ながら屈強な肉体をもつ。千空と同じく技術に詳しい。その技量は鉄具・染料も無い状態でコハクの盾をつくり、現代ですら専門職人が製作するヒックマンポンプを、千空の描いた絵だけを頼りにガラス細工で作成するほど。千空の作ったガラスを加工して、実験道具を作る。物作りで想像したり興奮すると、肉体が膨らみ服が弾け飛ぶ。
もともと、物作りが好きな少年で、他の村人から白い目で見られないように、橋や盾を作っていた。そのため、千空たちとは歳が50近くも離れ、通常は隠居するほどの高齢でありながら現役扱いされる。
ゲンのことを気に入っているようで何かと作業の手伝いをさせている。
全てが終わった後は千空と共にタイムマシン開発に携わる。
ルビィ、サファイア、ガーネット
声 - 近藤玲奈（ルビィ）、前田佳織里（サファイア）、石上静香（ガーネット）
村一番の綺麗所である三姉妹。通称『キラキラ3姉妹』。血液型はそれぞれO、B、A型。
村の女の中では特にモテるらしい。3人とも彼氏が欲しいらしく、ルビィは奢ってくれる人、サファイアはイケメン、ガーネットは強い男が好み。
ガンエン
声 - 室元気
村で一番の食いしん坊。食べ物関連の話題がある場面に良く出てくる。
ジャスパー
声 - 竹内良太
長の側近の一人。やせ形で長身の男性。御前試合で審判を務める。A型。
御前試合の審判は前回準優勝者が務めるという決まりがあることから高い実力を有しているようで、クロムによると外野からの攻撃など試合での不正は絶対に見逃さない。同じく長の側近であるターコイズと比べると柔軟で、御前試合にコハクが出場しようとした際には女子が出場してはいけないという決まりは無いとのことで出場を許可し、銀狼がルリの言葉をそのまま解釈した時には「少しは人の言葉の行間を読むことを学べ」と心の中で突っ込む。
ターコイズ
声 - 大地葉
長の側近の一人。真面目で正直な女性。千空を「よそ者」と呼ぶ。頭が固く、融通が利かない性格。B型。
ナマリ
絵を描くのが得意。御前試合のトーナメント表や千空の科学ロードマップを描く。無口な性格らしく、時折出番はあるが台詞らしい台詞は現時点では見受けられない。
七海が通貨を発行する際、通貨のデザインになる版画作りに協力する。
チョーク
声 - 鈴代紗弓
白い毛並みの犬。
猫じゃらしで遊ぶのが好き。単行本第6巻では、チョークが第1話に出てきた小犬の子孫であることが示唆されている。この子犬は諦めきれずに石化した飼い主である少女にしばらく寄り添っていたが、生き抜くために内に秘めていた野生の力を思い出す。似たような境遇の犬たちと群れを作り、つがいを見つけて家族を作ったが、最期まで飼い主のことは忘れずに立派に生き抜いたとのこと。
シャベル
声 - 鈴代紗弓
小さな子供。出っ歯。おしゃべりで、得た情報を村人たちに言いふらす。最初に同じ言葉を繰り返す癖がある。
鉄犬
金狼と銀狼の父親。白金の夫。
白金
金狼と銀狼の母親。鉄犬の妻。
礁
漁の名人。村の食糧係のひとりで、自身が獲った魚を村民たちに分け与えている。珊瑚の夫。
珊瑚
礁の妻。
アラバスタ
声 - 前田弘喜
ルビィ、サファイア、ガーネットの父親。ダイアの夫。
ダイア
ルビィ、サファイア、ガーネットの母親。アラバスタの妻。
サガン
声 - 杉崎亮
ガンエンの父親。エンの夫。村の酒作りを担当している。
エン
声 - 八百屋杏
ガンエンの母親。サガンの妻。
アルゴ
声 - 内匠靖明
胸に傷のある筋肉質な男性。御前試合で銀狼と対戦する。
玄武
声 - 山本格
長髪で長い顎髭で体格のいい中年男性。
なとり、あるみ
声 - 菊池康弘、所河ひとみ
村の老夫婦。カーボの実の両親でベリーの義父母。
カーボ
声 - 坂田将吾
金髪の若い男性でベリーの夫。気性が荒く、千空が強力磁石作成を作成する際にマグマに同行して千空を殺害しようとする。なとりとあるみの息子。
ベリー
黒髪の若い女性でカーボの妻。
すず
声 - 天野心愛
おかっぱ頭の少女。
あずら
声 - 若山詩音
お下げで童顔の少女。
ウンモ
声 - 村上裕哉
坊主頭に剃り込みを入れた背の低い中年男性。御前試合で太鼓を叩く。
孔雀
声 - 樹元オリエ
金髪で妙齢の女性。
チタン
声 - 熊谷健太郎
黒髪でボサボサした髪型の青年。村人の一覧表に載っていたが、現時点では未登場。
ソユーズ（名無し）
声 - 坂泰斗
スキンヘッドで頭に大きな傷のある男性。幼いころに石神村に拾われ本名を隠し、名無しとして生きてきた。身長179センチメートル。O型。
元は3700年前に百夜達が到着したほぼ無人だった島の出身で、母親と思われる女性と共に村に流れ着いた。女性はソユーズの名を告げて息を引き取り、鉱石由来の名前の者ばかりである石神村では目立つ名前のため別の名前をつけることも考えられたが、自らの唯一の素性である名前を捨てきれず、名無しで生きていくことを決めた。
一目見れば何でも正確に記憶でき、赤ん坊のころの記憶すら憶えているほど異常な記憶力を持つ。実は宝島の頭首の息子で、頭首は百物語を代々伝える使命があるため高い記憶力を持つ女性と結婚する習わしがあり、ソユーズの記憶力も遺伝によるもの。イバラを倒した後、宝島の新頭首となり、イバラによって石化された人々の蘇生に尽力するため王国を離れた。
相良（サガラ）
声 - 小松奈生子
油田を発見したイノシシ。身長60センチメートル。天涯孤独で警戒心のない性格で、フランソワに調理されそうになったところを間一髪で千空らに救出され、スイカに手懐けられ彼らを自身の遊び場であった油田へと連れていった。
身体に染み付いた油の匂いから食べるには不向きと判断され、スイカやチョークの友達となった後は、チョークと共に食料集めを担っている。

#### 司帝国
獅子王司と彼によって復活させられた人々。体力・戦闘力に優れた者が多い。科学王国との決戦後に停戦し、さらにその後裏切った氷月が千空と司に倒されてからは、科学王国に合流した。
獅子王 司（ししおう つかさ）
声 - 中村悠一、寺崎裕香（幼少期）
千空と大樹に続き3番目に復活した18歳の青年。「霊長類最強の男子高校生」の異名で呼ばれる、世界的にも名が知られているほどの著名な格闘家。身長195センチメートル、体重99キログラム。10月10日生。B型。
肩まで伸びた長髪の端正な顔立ちで屈強な肉体をもつ。異名の通り常人離れした高い戦闘力を持ち、ライオンの群れを単独かつ素手で撃退し、アニメ版ではイノシシの走行や野鳥の飛行に追い付き、時速200km以上のボウガンの矢を容易く掴むほど。また、石化復活液の正体を看破するなど、賢さも併せ持つ。自身の理想のためなら殺人も厭わず、今の状況を「石の世界=まだ何の汚れもない楽園」と解釈し「純粋な若者だけを復活させ、このまま誰のものでもない自然と共に生きていく」という選民思想を持つ人物で、独善的な価値観を持つ。
「死に逝く妹のためにせめて綺麗なものを」と海岸で貝殻を拾おうとしたら、漁業権の問題から泥棒と決めつけられ、釈明の機会も与えられることなく漁業権の権利所持者の大人から苛烈な折檻を受けたという過去の体験に基づくトラウマから「大人」を忌み嫌う。復活後、自身の価値観から千空・大樹・杠と敵対。千空を亡き者にしようと執拗に追跡する。アニメ版では、回想として司の過去が新たに補完されている。家庭は未来が入院している時点では片親であった（父親か母親かは不明）が、実状はネグレクト状態であったため、結果的に上述の海岸での出来事の後、周囲の力を頼ることなく自らの力で未来を守ることを決意させるきっかけとなる。その後は地道なトレーニングの末に地下闘技場のような場所での闘いを繰り返し、賞金を稼ぐことで未来の入院代を捻出していた。
帝国住民の名前は末端まで把握しているようで、氷月が見殺しにした部下達の名も全員覚えていた。また、破壊した石像のある場所も全て記憶にあったなど、非常に高い記憶力を有しているようである。
未来を石化及び臨床脳死状態から助けることを条件にした取引を持ちかけられ停戦。後に未来は千空によって石化解除され健康体として復活したが、その直後に氷月に裏切られて重症を負う。その後石化の治癒効果を逆用して助けるため、一時的にコールドスリープさせられる。
やがて千空が石化装置を手に入れると、その力で石化し、それから復活液によって復活。その副作用で傷も回復し、以後は千空の科学技術が悪用されるのを阻止することを目的として、千空のために戦うようになる。また龍水が通貨制度を復活させたことを知ると、権益を嫌うため良い顔をしなかったが、その後龍水が南に語った「金（カネ）は道具に過ぎん」「金は人を支配するためではなく人の意思をまとめるためのもの」「力を合わせることができることが人類が最強たる所以」という話を耳に挟み、現状を受け入れた模様。
全てが終わった後は治安維持のため、世界中の要請に応えて飛び回っている。
氷月（ひょうが）
声 - 石田彰、杉山里穂（幼少期）
司帝国の男性戦闘員。マスクで口元が隠された糸目の青年。身長189センチメートル、体重81キログラム。11月30日生。AB型。
誰に対しても丁寧な口調で話す。敵味方、武力知力を問わず能力がある者を「ちゃんとしている」という表現で評価する。
貫流槍術の使い手で、管槍を使用して戦う。ゲンによると司と同様に石神村の人間が総出でも勝てないほどの実力を有するようである。日本刀を装備したコハクらの5人を相手に単独で圧倒するほどの実力を見せるが、ゲンが事前に鉄製の刃物で外からは分かり辛い切れ込みを入れていたことで、コハクを仕留める寸前に管槍は砕け散る。
部下達を突き落して毒ガスの有無を調べるなど、非情な性格の持ち主。また、その時に死なせた部下達の名前は全く記憶していなかった。人類の選別という根柢では司と考えが合致してはいたが、司が目指す人が人から奪わない理想郷には興味が無く、むしろ「弱い者が優れた者の得た成果をただ受け取るだけなのは搾取と同じ」と考え、能力的に優れた者のみを選別し生かすべきと考える。
彼の真の目的は司の殺害。霊長類最強と呼ばれる司を殺すことは彼の実力をもってしても不可能だったが、復活した司の妹を襲撃し、身を呈して守りに入った司の体を貫く。司に致命傷を与えたことで自身が人類最強になったと確信したが、司と千空との連携で千空が作り出したスタンガンをくらい敗北する。
石化光線探索の際には武力面での切り札として檻に入れられたまま乗船し、そのまま再石化。その後、モズ達に追いつめられた千空によって復活させられ、千空の側につきモズと対決。以後、自分が行った罪に対する裁きはいずれ復活する司法機関が行うだろうという一方、復活液2人分の権利と引き換えに千空に協力する。スタンリーとの決戦ではコハク、司と共に敵の通信装置破壊に赴くが銃撃を受けて死亡してしまう。しかし石化が解かれた際に蘇生し、千空たちに石化は永遠の命と同義であることを確信させる。
全てが終わった後は世界復興への貢献から特赦の案もあったが、本人の辞退で保留されており警察組織の訓練師範をしている。
浅霧 幻（あさぎり ゲン）
声 - 河西健吾
詳細は先述
西園寺 羽京（さいおんじ うきょう）
声 - 小野賢章
司帝国の男性戦闘員。司・氷月と共に司帝国の3トップに数えられるほどの実力者。弓矢使い。現代では自衛官で潜水艦のソナーマンだった人物。身長173センチメートル、体重63キログラム。6月5日生。A型。
英語を話せる。耳が非常に良く、音で相手の居場所を把握しながら意図的に矢を紙一重ではずせるほどの腕を有する。
復活者同士が殺し合うことは避けたいと考え、誰も死なせないことを理想としている。クロムを捕えた場所やクロム達の目的について司らに虚偽の報告をし、クロム脱走の手助けをした。千空とゲンの策略を看破した後、死亡者を出さないことを条件に協力する。決戦後はクロム、コハクと共に探索隊の一員として活動する。船ではレーダー・ソナー手を担当する。
全てが終わった後は人柄を買われ、復興政府の幹部となる。
上井 陽（うえい よう）
声 - 中島ヨシキ
司帝国の男性戦闘員。元警察官。帝国のNo.4を自称する。身長177センチメートル。1月31日生。B型。
石化の破片を右目の周囲に仮面のように着用している容姿が特徴。感動詞として「ウェェェイ！」をよく用いる。石化前は脱獄犯に発砲したり、立ち小便をするなど問題警官だった模様。アニメ版では、かつて汚職の現場に踏み込んだ際に無断で発砲した上、全く反省の態度を見せなかったことから、警察官を辞職させられたことが明らかとなっている。しかし、一方でトンファーの扱いに長け、逮捕術と警棒部門で優勝経験があり、作中ではマグマと同程度の戦闘能力である描写がある。
クロムの監視を担当する。ミスをした仲間に一撃を加えただけで許すなど寛大なところを見せるが、クロム達を原始人だからと馬鹿にしてはいけないと言いつつ馬鹿にする。自信過剰な性格で、言動も軽い。いずれは頂点に立つ野望を抱く。
クロムを取り逃がし、部下に自分が死んだと報告するように伝え、帝国から離脱する。その後、偶然捕らえられたほむらを発見し、彼女を助けることで帝国復帰を画策するが、戻った時には帝国は敗北していたため、科学王国に合流する。科学王国においてもトップに立とうと画策し、マグマと張り合う。宝島編では元警察官という経歴から拳銃の運用を託された。
全てが終わった後は戦闘部隊のメンバーを誘い、警察組織を立ち上げた。
紅葉 ほむら（もみじ ほむら）
声 - 豊崎愛生
司帝国の女性戦闘員。氷月の右腕。身長145センチメートル。3月3日生。A型。短文で話す（独り言をいう、考える）ことが多い。
氷月が唯一信用する人物で彼の盲信者。彼のためなら人の命を奪う覚悟がある。司ではなく氷月に従い、氷月の真の目的のために行動する。元体操選手であることが窺える描写があり、コハク並の速さに加え柔軟な身のこなしで動き回る。
氷月達が陽動でコハク達と戦っていた際に、石神村に泳いで侵入して火を付け、その後も石神村の動向を常時見張る。携帯電話を持って司帝国へ向かうクロムらを追跡するも、携帯電話の呼び出し音を使ったモールス信号で情報のやり取りをされ、追跡していたはずのクロム達と後からほむらを追跡し始めた千空達によって挟み撃ちにされ、捕縛される。捕縛後も機を窺っていたところを陽に助け出され、奇跡の洞窟を爆破させたが、再び捕らえられる。
氷月と共に檻に入れられたまま乗船し、そのまま石化していたが、アメリカへの航海中に氷月が科学王国入りする条件として復活した。
花田 仁姫（はなだ にき） / ニッキー
声 - 種﨑敦美
司帝国の女性住民。元柔道選手。「ニッキー」は柔道部の後輩達からのあだ名で、他に「アニキ」と呼ばれていたが根は乙女。歌手リリアンのファン。身長180センチメートル。8月31日生。AB型。
筋肉質な体つき。大樹と杠を監視する。監視時、大樹から話しかけられるも聞く気はなく、4文字以上喋ったら殴ると宣告したものの彼が殴られながらも話し続けたため、根負けして話を聞く。携帯電話越しにゲンがリリアンを装い話しかけるも、ニッキーは学生時代にリリアンの歌で救われるなど強い思い入れがあり、真偽を確かめるためにマニアックな質問を出し、千空とゲンの嘘を見破る。千空達は最後の賭けでレコードでリリアンの歌を再生し、その歌声を聴いたニッキーはリリアン本人のものであると確信すると同時に、彼女は既にこの世にいないと悟る。リリアンの歌声を復活させてくれた千空達への感謝と、リリアンが遺した最後の歌を守るために千空側に寝返る。
ニッキーによると、ゲンが行ったリリアンの声帯模写は100点満点中55点。そこで精度向上に協力し、微妙な南部訛りをも再現することに成功して100点の評価をつけるほどになる。
リリアンの歌を聴くために片言ながら英語を覚えている。北米編ではブロディとの交渉役を務め、100万人のコーンシティ建造に従事する。
全てが終わった後は大学生活に戻った。
北東西 南（ほくとうざい みなみ）
声 - 日笠陽子
司帝国の女性情報屋。石化前は記者。司のファン。身長166センチメートル。6月21日生。AB型。
名前に含まれる方角名を英語にして頭文字を並べると「NEWS」となり、記者になる運命を感じていた。作中人物の中でも色気が強いが、仕事に対するプライドが高く、その色気を取材の武器にすることはない。
司が復活者選定のために復活させる。司が眠りについた後は落ち込んでいたが、船長を探す千空の依頼で龍水の元へ案内する。司に秘密で一人分の復活液をくすねており、フランソワ復活のためのカメラ作りを条件に取引に応じる。
宝島への航海には同行しなかったが、アメリカへの航海には取材と記録を取るために同行する。
ゴーザン、ユーキ、レン、アカシ、キョーイチロー、モリト
声 - 乃村健次（ゴーザン）、山口令悟（アカシ）、相馬康一（キョーイチロー）、柳田淳一（モリト）
氷月と共に石神村を襲撃した男性戦闘員達。
囮になったスイカを追いかけ、硫酸湖から流れ出た毒ガスに遭遇、千空から木の上で待つよう忠告を受けるが、氷月に毒ガスが本物かどうか確認するため木から落とされて命を落とす。その死は司には千空によるものと報告される。

#### その他復活者
獅子王 未来（ししおう みらい）
声 - 石見舞菜香
司の妹。身長139センチメートル。12月31日生。O型。
6歳の時に臨床脳死の状態に陥り、意識が回復する可能性がなかった。生命維持装置によって生きながらえていたが、司はその費用を捻出するために格闘家になり、霊長類最強と呼ばれるまでになった。
千空は司に停戦の取引として、復活液で彼女を復活させ脳死状態を治すことを提案した。彼女の石像は、司帝国近くの地中に埋まっており、司によって発見された。復活液によって脳死状態が治り、久々に見た兄を老けたと言った。兄とは異なり関西弁らしき言葉を話すが、現時点では詳しい理由は不明。
中身は意識を失った6歳当時のままだが、王国での仕事に従事するようになって急速に成長を始める。
基本 徹夜（きのもと てつや）
声 - はじめしゃちょー、福島潤
漫画家。身長155センチメートル。A型。
1度石像としてバラバラになったが、科学王国と司帝国の停戦後、破片をつなぎ合わせ復活液を使用されることにより復活する。王国ではナマリと共に絵描きとして活動し、龍水による通貨発行後は、自身の描いた漫画を100ドラゴで販売する。描いていた漫画のジャンルはミリタリー物で、北米編では千空達とスタンリーのドッグファイトの詳細を解説した。
七海 龍水（ななみ りゅうすい）
声 - 鈴木崚汰、藤原夏海（幼少期）
千空が遠洋航海船の船長として目覚めさせた男。海運業でグループ資産200兆円を誇り、海洋系学校「七海学園」のオーナーでもある七海財閥の御曹司。身長187センチメートル、体重78キログラム。11月11日生。B型。
フィンガースナップと、「はっはー！」という口癖が特徴。世界は俺の物と豪語し、新世界でも既得権益獲得を目論む。また、女性は全て美女と嘯く。ただしこれらは幼少期からの「自分の『欲しい』という思いを誤魔化さない・妥協させない」という姿勢の現れでもある。その欲望が結果的にイノベーションを起こすこともあるため、羽京も「こういう世界では欲張りも悪いことじゃないかも」と評する。帝王学を修めており、リーダーの資質は極めて高く、本人も「いずれは世界のすべてを手中に」と嘯くが、その「世界」とは「皆が活躍した結果、より輝いた世界」なので、自分以上の能力を発揮する他者には好意的。上に立つことに拘らず、今の世界では自分が楽しむ姿を見せることで皆が自発的に着いていく千空がリーダーであるべきと感じる。それ故に千空がカメラを作った時には最初の一枚を千空にするべきだと言った。
子供のころから億単位の小遣いを全てボトルシップなどの模型につぎこむ。中学時代からは本物の帆船を作らせ乗り回していた筋金入りの船乗り。その経験値は非常に高く、千空の作った帆船の欠点を見抜き、的確なアドバイスを行う。また、己の感覚のみで正確な温度・湿度を把握し、高い精度で気象予測を行う特技を持つ。他のゲームなども良く行っていたため、千空が作ったドローン操作もすぐに会得するなど器用。また何かに違和感を覚えるとすぐに気づき「当たるぜ船乗りの勘は」とよく言っている（その直後に、千空が科学的な推論で違和感の正体を導き出すことが多い）。
自身の経験から、船を目的地に到達させるためには石油が必要だと指摘する。その際に自らの技術と引き換えに、発見した油田の権利を要求する。石神村に通貨の概念を持ち込む。金は文明が作った道具で、人を支配する物では無く、意思をまとめるためのものと思っている。
全てが終わった後は龍水財閥を正式発足し、世界復興に協力しつつ権利を手に入れている。
フランソワ
声 - 坂本真綾
龍水の執事兼シェフ。身長160センチメートル、体重50キログラム。A型。中性的な外見のもてなしのスペシャリスト。"フランソワ"は男性の名前だが、龍水いわく本名・性別・年齢・人種・国籍全て不明（あくまで龍水が気にしていないだけで、秘密にしているわけではない）。
航海に必要な食料の確保のために龍水の指示で石化から復活。現代の有名パン屋並のパンを焼けるほどの腕や知識を持ち、レストランを開業して食生活を豊かにする。他にも英語・フランス語・ハウスキープやベビーシッターなど多彩なスキルを持つ。
文明崩壊後ながら龍水への忠誠は深く、七海財閥の復活のため、千空を欲する。
ペルセウスでの航海にも同行し、各地での食糧調達・調理を行っている。
七海 才（ななみ さい）
千空達がロケットの軌道計算要員としてインドで復活させた男。龍水の兄。身長181センチメートル。作中では常に「SAI」と表記されている。
日本人の父とインド人の母を持ち、幼少時より数学に関する高い才能を発揮したため、七海財閥専属の保険数理士とすべく育てられたが、本人はゲームのプログラムを作る方が好きだったためインドの大学の講師として実家から逃げていた。
目覚めた当初はコンピュータの存在しない世界に絶望するが、自分にはプログラムしか無いと悟り、コンピュータが誕生するまでプログラムを書き留めておくことを考え、『ドラゴンクエスト』のプログラムをマシン語で書いたのを見た千空により、創成期のコンピューターでもSAIの協力が有れば行けると判断して、ファミコン並の性能となるコンピュータ開発が行われた。
全てが終わった後は龍水財閥のIT担当となった。

### 宝島
百夜達が不時着した日本近海の無人島。日本本土を目指して船出した石神村民と遠縁と思われる人々が住んでいる。ソユーズの故郷。
アマリリス
声 - 大西沙織
千空達が出会った島一番の美少女を自称する少女。18歳。身長160センチメートル。2月14日生。A型。
子供の頃、友人と舟遊びをしていたところを襲われ、友人達は石化するも唯一生き延びた。以来、「頭首」の横暴に反抗するため、後宮に入り妾となって石化武器を盗むべく容姿を磨き続けてきた。千空達と協力し、黒幕であるイバラを倒すため奔走する。決戦の最中、石化するも決着後に復活した。
モズ
声 - 興津和幸
「頭首」の側近の男性。島での役職は元帥。身長182センチメートル。5月5日生。B型。
面食いで後宮に入れる女性を選抜する。島最強の戦士でコハクが何人いても太刀打ちできないほどの実力者だが、頭首がすでに殺されていることも知っている。イバラを殺して実権を握ろうとしている。それを見破った千空達と一時的に手を組むが、イバラに裏切りの疑惑をかけられたため再度敵対し、復活した氷月との一騎打ちになる。通常の槍の戦闘であれば氷月をも凌ぐ実力だが、貫流槍術には全く太刀打ちできず敗北。共に石化するが、アメリカへの航海中に氷月が科学王国入りする条件として復活、氷月の弟子となり管槍を学ぶ。
全てが終わった後は陽の誘いを受け、警察官となるが、職務を利用してナンパばかりしている。
キリサメ
声 - 本渡楓
「頭首」の側近の女性。島での役職は特殊部隊（石化管理）。身長164センチメートル。7月7日生。A型。
石化光線を放つ石化爆弾を持ち、コハクと同等の戦闘能力と高い投擲技術を有する。石化装置の管理を一任されており、その秘密を守るため一生独身を貫こうと決めている。
頭首の死は知らなかったが、決戦の最中に大樹が石像と共に真実を叫んだことで愕然とし、その隙にイバラによって石化されてしまう。イバラが倒された後、千空によって復活し、新たな頭首となったソユーズの命で千空達に同行、ペルセウスによるアメリカ航海にも参加する。
全てが終わった後は陽の誘いを受け、警察官となる。
オオアラシ
声 - 楠大典
島の兵士達を率いる筋骨隆々の男。島での役職は斬り込み隊長。身長183センチメートル。O型。
島一番で大樹やマグマを上回るほどのパワーの持ち主だが頭は悪い典型的な脳筋。「ミラクル○○」が口癖。
決戦ではイバラに石化装置を飲み込まされ、島の中心部まで逃走して石化。イバラに砕かれ、石化装置を取り出される。戦いが終わった後、修復されて復活。新たな頭首となったソユーズに仕える。
イバラ
声 - 青山穣
「頭首」の側近で宰相。実質島のNo.1。身長207センチメートル。3月23日生。B型。
若い頃はやや優秀な戦士だったが、様々な小細工を駆使して頭首に取り入り、宰相の座にまで上り詰めた。自らを「おじちゃん」と呼ぶ軽い口調だが性格は冷酷で残忍。慎重さに絶対の自信を持つ。カワイイ子に目がなく、童顔の子が好み。
実は頭首を石化・殺害して島の実権を握っており、その事実を隠していた。注意深さと慎重さで石化したコハクから入手したインカムで千空の作戦を盗み聞き、島ごと石化しようと目論むが、クロム達の連携プレーにより石化を免れた千空との綱引き勝負にもつれ込み、不意打ちしようとするも龍水の身を挺した行動で敗北、石化した。
松風（まつかぜ）
声 - 阿座上洋平
昔の頭首の側近だった侍風の男性。身長173センチメートル。9月15日生。A型。
島の海底で石化していたところを大樹によって回収され、戦いが終わった後、石化装置に関する話を聞くために復活させられる。平和だった島に空から石化装置が降り注いで内乱が勃発し戦い続けた末、頭首の最期を看取り、後世に石化装置の脅威を伝えようと腕に石化装置の印を付けて石化していた。
銀狼の姿がかつての主によく似ていたことから運命を感じ、護衛として同行する。
全てが終わった後は陽の誘いを受け、警察官となる。

### アメリカチーム
現在のアメリカ合衆国カリフォルニア州サクラメント付近に復活者によって作られた街で千空が目指していたコーンを栽培、ハーバーボッシュプラントを持ち、軍事に関しては機関銃を作れるほど科学王国よりも進んだ力を持っているが、石化復活液の開発には未着手であるため慢性的な人員不足だという。
燕石化現象を調査するための屋外調査中、ゼノたちが護衛の軍人達といたときに石化したため、元軍人の者が多い。
ゼノ・ヒューストン・ウイングフィールド（Xeno Houston Wingfield）
声 - 野島健児
アメリカ復活者たちのリーダーで元NASAの科学者。身長180センチメートル、体重69キログラム。10月1日生。A型。物事を「エレガント」だと評価する口癖がある。千空達のことを子供扱いしている。
10歳の頃にレールガンを自作してしまったほどの科学の天才だったが、スタンリーと共に改良を続けていく内に遊びの域をこえて逮捕されたという経歴を持つ。
旧世界で、当時千空がロケットの作成に行き詰まり片っ端からあちこちに送っていた質問メールに目を付け、彼にロケット制作に纏わる科学知識を教授していた師匠的存在。日本語での会話も可能。アメリカで宇宙飛行士の訓練を行っていた千空の父・百夜と面識があり、百夜に会いに来た千空とも当時直接会ったことがある。
人類が石化する直前に起こった燕の石化時、ツバメの石像と実際の燕の生息分布が一致しているという千空が見つけた情報に興味を持ち、CDCの研究者などと共に燕石化現象について調査していた。その屋外調査でスタンリーらと共にいたとき石化。その後、千空と同時期に自力で石化から復活。また事前に、石化した燕にも脳波があることを突き止めており、石化する直前、石になっても意識を飛ばさないようスタンリー達に指示した。その影響もあってスタンリー達もゼノにやや遅れて次々と自力復活を果たした。
危険思想の持ち主で、復活後は独裁者になるために兵器開発を優先したことで復活液の存在には気付いていなかった。クロムと司たちによって捕らえられて以降、千空と行動を共にする。自分の野望のためスタンリー達と合流することを諦めたわけではないが、石化光線の発生源の解明など、よく千空と楽しむように議論している。
全てが終わった後は千空と共にタイムマシン開発に携わる。
スタンリー・スナイダー（Stanley Snyder）
声 - 遊佐浩二
元アメリカ軍特殊部隊の隊長で（制服の描写から海兵隊所属と思われる）、現在は幼馴染で親友でもあるゼノの私兵。機関銃や狙撃銃などで武装し、飛行機の操縦もできる。身長180センチメートル。9月1日生。B型。
幼少の頃から銃の達人で、軍では主に狙撃手を務めていたと思われる。高校生の頃にフットボールのパスをスタジアムの外から狙撃してボールを破裂させてしまうほどの超絶的な腕前の持ち主。狙撃に必要な弾道計算を感覚だけで行えるとのことだが、幼少時からゼノの膨大なシミュレートを見てきたことにも影響されている模様。
千空を狙撃するも生存していたことに驚愕しつつ、ゼノを取り返すために部下を率いて一行を追う。仲間の元軍人達に共通して言えることだが、元軍人として任務達成のためには標的の殺害もためらわないものの、不要な殺傷は行わない。決戦では石化前に最後の復活液の瓶を破壊しようとするが、将来的にゼノだけは復活させてもらえるであろうことに気付き敗北を認めて石化した。
千空たちが月に向かう宇宙飛行士を選んでいるとき、龍水に目をつけられて石化から復活させられ、宇宙船のパイロットになった。
ルーナ・ライト（Luna Wright）
声 - 関根明良
元医学生の少女。身長165センチメートル、体重55キログラム。1月30日生。A型。
「デキる女」を自称し、有能な男性と付き合うことを目標にしており、石化時もぼっちのまま死にたくないという一念で意識を保った。
医学部には父親のコネで入ったため、勉強についていけず落第生だった。それでも馬鹿にされないように授業だけは真面目に聞いていたため、基礎的な医療知識は持ち合わせている。
科学王国にスパイとして潜入したが、理想の男性である千空と出会い、逆に科学王国側に寝返り千空の恋人を自称するようになる。千空がスタンリーに撃たれて負傷したときには治療を行った。
全てが終わった後は医学生に戻った。
マックス・アダムス（Max Adams）
声 - 村田太志
ルーナのボディガードを務める背の低い眼鏡の男性。身長160センチメートル、体重59キログラム。6月30日生。AB型。
治安の悪い地域の出身だが自分を守るためだけに喧嘩をしてきた。低身長のハンデをものともしない素早い立ち回りを得意とする。カルロスとは古い付き合いで「ナンパ野郎」と呼んでおり、彼によってルーナの護衛をすることになった。低身長ゆえ周囲に威圧感を与えないことから、ルーナの生活を脅かさずに護衛できる最高のギフトだと考えている。ルーナのために王国側に寝返る。
カルロス・バリオス（Carlos Barrios）
声 - 沢城千春
元ライト家の運転手。身長185センチメートル、体重72キログラム。5月30日生。B型。
ライト家で働いて10年目で、ルーナとも少女の頃からの付き合いで娘のように思っている。自分が喧嘩に弱い事を自覚しており、ボディガードとしてマックスを雇うようルーナの父に進言した。ルーナに贈ろうとしていたプラチナの指輪を口に含んだまま石化したため劣化を最小限に防ぎ、ゼノの科学発展に寄与した。ルーナのために王国側に寝返る。
マヤ・ビッグス（Maya Biggs）
声 - 東内マリ子
元アメリカ軍特殊部隊所属の女性隊員。身長200センチメートル。O型。縮れ毛で筋肉質な体躯をしており、常に肉を食べているのが特徴。
元々は格闘家の全米チャンピオンで、生涯無敗のまま十分な金を稼いで引退するも食費で破産してしまい、そこをスカウトされたという経歴の持ち主。一見おおらかな雰囲気を持つが仕事に対するプロ意識は強い。歌が趣味のようだが、ひどい音痴のため仲間からも禁止されている。
戦闘能力は非常に高く、マグマと陽を2人まとめて簡単に倒せるほどだが、司からは俺をここまで苦戦させた対戦相手は初めてと称されるものの全くダメージを与えられなかったうえに一撃で倒された。
シャーロット・ボニー（Charlotte Bony）
声 - 日向未南
スタンリーの部隊に所属する女性パイロット。身長172センチメートル。
スタンリーを尊敬するあまり容姿や口調も似ているため、千達たちとの空中戦ではスタンリーの影武者を演じた。戦闘機の操縦技術は相当であるが、銃の腕だけはスタンリーが絶対的な能力を持つため真似できない。決戦では南米のジャングルを進む際に毒蜘蛛に咬まれて死にかけるが、スイカによって治療されて一命をとりとめる。
レナード・マクスウェル（Leonard Maxwell）
声 - 山口令悟
元アメリカ軍のレーダーマン。身長184センチメートル。
レーダーがもたらす情報をコンピューターを使用せずとも経験と勘だけで見極める達人。スタンリーの追撃部隊のレーダー手として乗艦、千空たちを補足するが予想外の作戦により振り切られる。
ブロディ・ダドリー（Brody Dudley）
声 - 安元洋貴
元アメリカ軍のメカニックエンジニア。身長182センチメートル。A型。スキンヘッドにサングラスをかけた壮年の黒人男性。
周囲の者たちを「青二才」と呼ぶ豪快な性格だが、対話の通じる穏健派。
ゼノとスタンリーが不在となったアメリカチームに於いてリーダー代理を務める。復活液の情報と引き換えに和平を結び、ペルセウスの乗員たちと共に100万人のコーンシティ建造に従事する。
チェルシー・チャイルド（Chelsea Childe）
声 - 潘めぐみ
元地理学者。女性。年齢は10代ギリギリ。身長148センチメートル、体重40キログラム。12月20日生。
千空が発信したSNSとツバメの地理的分布を使った統計データにより有識者会議に呼ばれた専門家。ゼノいわく「頭の中に地球が丸ごと入っている」というほど地理に詳しい。軽い性格で、言葉をしばしば短縮する。空気を読むことなく話題を振ることが多々あり、「ぶっこみチェルシー」と呼ばれている。これら独特の癖は論文においてもそのままであるが、内容のレベルは高い。また、誰であろうと態度を崩さず悪意がないため、逆に怒られない。
千空やゼノに遅れること3年後 に復活するが、スイカ並に近眼だったためゼノの「目覚めた者は北に向かえ」という立て札が読めず、頭の中の地図の情報を頼りにして、オレンジ農園がある南側へ向かってしまい、長い間一人で行動していた。
全てが終わった後は新世界地図更新のため世界中を飛び回っている。
ジョエル・ギア（Joel Gear）
声 - 榊原優希
元時計技師。身長168センチメートル。6月10日生。
有名時計メーカーの自他共に認めるエースエンジニアで、石化装置の分解・解析のために復活させられる。仕事一筋で生きてきたため男性に対してはクールな態度をとるが、女性に対する免疫はないためモジモジしてしまう。腕の立つ人物には好意的。復活してすぐに借りものの工具で腕時計を組み立ててしまうほど繊細な作業をこなす。決戦では千空たちに付くことを決め、ダイヤ電池を完成させて石化装置を再起動。腕時計に仕込んでいた鉱石ラジオとホワイマンの通信を利用して全世界を石化させた。
全てが終わった後は千空と共にタイムマシン開発に携わる。

### 始祖（6人の宇宙飛行士）
石神 百夜（いしがみ びゃくや）
声 - 藤原啓治（第1期） → 三上哲（第3期）
千空の父親。日本人。前職は広末大学の講師。10月8日生。O型。
千空とは違いアホなことが好きでロマンチックでポエミーな発言もするムードメーカー。実は千空との血の繋がりは無いが、養子の千空 に深い愛情を向けている。千空が科学知識に興味を向けていることを知ると、自分の車を売った金でさまざまな実験道具などを購入し、千空にプレゼントした。
かつて、夢であった宇宙飛行士の採用試験を受けるが、水泳が苦手だったために着衣水泳の試験で足がつって落とされた過去がある。その後、千空が自分のために作った電極スパルタスーツに触発され苦手だった水泳を克服し、10年ぶりに行われたJAXAの宇宙飛行士候補生の採用試験に合格、ムードメーカー的な能力も買われて宇宙飛行士に抜擢された。5年後、ソユーズにてISS国際宇宙ステーションに行くが、3日後に南米が発生源の得体のしれない光を目の当たりにした直後、地上と連絡が一切取れなくなり、辛うじて繋がったネットの定点カメラの映像から地上の人間が全て石化したことを知る。人類を助けるため地上に戻るも、石化光線の発生源から最も遠い場所にある、日本付近のほぼ無人の島で世捨て人のような砕けた石像を目の当たりにし、自分達が人類最後の6人である現実を受け入れる。
その後は仲間達と無人島に住み、いつか復活するであろう千空と子孫に生きるための知恵袋として百物語を残す。百物語は当初、英語で作ろうとしていたが、母語でない言語で小説を作ることに百夜が難儀し、リリアンからの助言で日本語で作成された。また、この時点で人類最後の6人だった者達は百夜とリリアンしか残っていなかったのもあってか、子孫達は日本語を使う。百物語の最後は千空へのメッセージで、自分達のその後および千空への激励を伝えた。リリアンを看取った描写があることから仲間の中では最後まで生き、いずれ復活するであろう千空達のために何十年にもわたって白金を集め続けた。その後、川で白金を集めている最中に倒れた描写があるが、この時に亡くなったのかどうかは現時点では不明。リリアンと夫婦になったかは、作中では明記されず不明。
ガラス瓶の底を切り取った物でレコードを作ることを思い付き、いずれ復活するであろう千空へのメッセージとリリアンの歌声を録音して墓石の中に残した。千空によると百夜自身は科学にそこまで詳しいわけではないようで、レコードなどの機器を作ったのは仲間の宇宙飛行士達だろうとのこと。
シャミール・ヴォルコフ（Shamil Volkov）
声 - 森久保祥太郎
ロシア人のISSの船長。B型。前職はパイロット。顔つきが金狼、髪型が銀狼と瓜二つで、血統的に2人の先祖に当たる。
百夜を「オジサン」と呼ぶ。趣味はチェス。宇宙飛行士としては百夜とは逆で、感情に流されずに判断を下せる点が評価される。無愛想な性格で、家庭を持つことに関心を持っていない様子であったが、地球の人間が石化した際には状況を確認するために先発隊として地球に戻る。地球に戻ってから3年後、コニーと結婚をして子供を設ける。その後、コニー共々肺炎にかかり亡くなる。人間は楽しみが無くても死にはしないという持論の持ち主だったが、結果論ではあるが人類が宇宙に行けていたおかげで自分達だけでも助かり、作ると思っていなかった妻子を持ち、宇宙ステーションで百夜から貰ったラーメンが笑えるほど旨かったなど、本当は楽しかったという胸中を亡くなる前に百夜に語った。
コニー・リー（Connie Lee）
声 - 金元寿子
アメリカ人の黒髪の女性。前職はNASA職員。A型。
リリアン、シャミールと共に地球帰還への先発隊として地球に帰還する。地球に戻ってから3年後、シャミールと結婚をして子供を設ける。その後、シャミール共々肺炎にかかり亡くなった。
結婚に関しては、本人たちはそれどころじゃないと考えていたが、百夜やリリアンが囃し立てる形でそうなったとのこと。
リリアン・ワインバーグ（Lillian Weinberg）
声 - Lynn、ローラ・ピット・プルフォード（歌）
有名なアメリカ人歌姫。雰囲気と顔つきがコハクとルリにそっくりで、作中の描写からも、おそらく血統的に祖先に当たる。A型。
冒険好きで、宇宙船の民間向け座席を購入した。宇宙ステーションに到着直後、演技で高圧的な態度を見せて先に宇宙ステーションに乗っていた3人を動揺させるも、それはいわば彼女を含む後発組が仕込んだドッキリで、実際には恥ずかしがり屋で大人し目の性格。見た目によらず大食い。
地球帰還後、仲間の中では比較的長く生きたが最期は肺炎にかかって亡くなったようである。仲間が遺していった子供達を白夜と共に育て、その成長を見守る中、自分たちの限界から、人類が培ってきた物語や音曲などの文化が消えていくことを嘆いていた。百夜と夫婦になったかどうかについては、作中では明記されておらず不明。
百夜達と作ったガラスのレコードでは、千空が村の仲間達の心を掌握できずに困っていた場合に備え、歌を残す。ゲンによると、リリアンは歌唱力世界トップの1人で、村人達はリリアンの歌声に酔いしれていた。また、石神村の住民はリリアンの歌を聴いたことで旧人類達が育んだエンターテイメントに興味を抱き、石化した旧人類を復活させたいというモチベーションを作るきっかけになる。
ヤコフ・ニキーチン（Yakov Nikitin）
声 - 山本兼平
ロシア人の老人のような外見の男性。O型。前職は医師。唯一、二度目のステーション滞在者。妻であるダリヤと共に宇宙ステーションに乗っていた人物。
口癖は「オホー！」で、子孫の1人であるカセキも同様の口癖がある。妻によると、声は大きいが肝っ玉は小さいとのことで、リリアンが高圧的な態度の演技をした際には動揺していたが、演技だと分かると安心していた。地球帰還後、妻との間に子供を設けたが、コニーが肺炎にかかった際に妻と共にボートで本土まで抗生物資を取りに行くも戻ってくることは無かったようである。百夜の思いつきで始まったガラスのレコード作りでは、ガラスを刻むための針用に夫婦でダイヤモンドの結婚指輪を提供した。
見た目に反して気は小さいが、研究者としての能力は高い。
ダリヤ・ニキーチナ（Darya Nikitina）
声 - 田中理恵
ロシア人女性。B型。前職は医師。夫であるヤコフと共に宇宙ステーションに乗っていた人物。
夫とは対照的に気が強いが親切な性格でもあり、ヤコフを尻に敷いているが夫婦仲は良好。地球帰還後、夫との間に子供を設けたが、コニーが肺炎にかかった際に夫と共にボートで本土まで抗生物資を取りに行くも戻ってくることは無かったようである。百夜の思いつきで始まったガラスのレコード作りでは、ガラスを刻むための針用に夫婦でダイヤモンドの結婚指輪を提供した。

### その他のキャラクター
リューさん
声 - 川澄綾子
硫酸のイメージとして出てきた女神。一見美しい女神だが、近づいたり硫化水素が発生したりした時にその本性を現しグロテスクな容姿になる。
ホワイマン
海上でGPSのテストを行っていた時に通信に割り込んできた謎の存在。モールス信号で「WHY」を繰り返していたため龍水に「ホワイマン」と名付けられる。千空は石化の謎に関わっていると考えている。
その正体は石化装置そのものであり、宇宙の彼方からやって来た機械生命体の群体であった。ヒッグス場を自在に操るシステムを使って空中に浮かんだり、様々な言語を操って会話することも可能など21世紀の科学を大きく超えた存在。何者に生み出されたのかは不明であり、当人らも把握していない。
「生きて、増える」という生物としての本能に極めて忠実な思考・価値観の持ち主で、自由を奪う代わりに生物の時を止め、石化を経れば死からの蘇生さえも可能とする石化現象は、彼等にとって「永遠の命」を与える全生命体への最大の幸福であるという行動原理を持つ。有機物については石化現象によって永遠の命をもたらせても、金属である自分達は酸化による劣化は防ぐことが出来ず、エネルギーであるダイヤ電池も自力で作成できないため、永遠の命をエサに知的生命体に寄生して自分たちの保守・複製を行わせる事を目的とする（「Why=なぜ」と呼びかけていたのは、石化=永遠の命を望まず解除して活動を再開した千空らを理解できなかっため）。なお先述の通り石化装置は本来自立した意思を持ち、電波を吸収する作用によって電波を扱える知的生命体とコミュニケーションをとることも可能ではあるが、彼らにとって酸化をもたらす猛毒である酸素のある空間では意識が麻痺してしまうため、月面やカプセルといった真空状態に置くことでようやく人類と直接会話ができる。
自分達が寄生するに相応しい知的生命体を探すため、規則性ある電波を垂れ流している惑星を探して宇宙を彷徨い、地球に目を付けた。最初にツバメを石化させたのは自分たちが寄生する知的生命体を見極めるため手頃な生命体を石化したに過ぎなかった。
脳を働かせるほど石化が早く解けるため、それを利用して人類を見極めようとしたものの数千年もの時間がかかったのは予想外であり、最終的に石化を拒んだ地球人では不適格と判断して再び宇宙へ旅立っていったが、うち1個だけは千空の提案に乗ることを決め、地球に残った。
メカ千空
声 - 小林裕介
千空の姿をしたロボット。本編の補足や解説役を担う。この先の未来で誕生する。
レイ
外伝『Dr.STONE reboot:百夜』に登場。百夜のアイデアで開発され、ISSに持ち込まれた無重力下ロボット。同作の実質的な主人公。
スマートフォンのメインボード60個を利用して作られており、シャミール曰く「おもちゃみたいなもの」だが、宇宙工学・地球科学・天文学などの情報が搭載されており、百夜達の地球帰還を支援し、いつか百夜が戻ってくるまでISSを維持しつづけている。
徐々に故障していくISSを維持するために他の部品や人工衛星を分解して必要なアイテムを製作するなど、百夜や千空譲りのクラフト技術を持つ。
石化から3200年後に発見した、400年後に地球へ衝突予定の小惑星の軌道を変更する為に、370年をかけて水素爆弾搭載無人宇宙船を4000台製作し、小惑星の軌道変更に成功する。しかしその代償としてISSの部品を使い切ってしまい、長年に渡るISSの維持や宇宙での活動などもあって自身の修理が出来なくなり、直せないまま機能停止することになる。最期に宇宙空間で設計した3Dプリンターを使用し、150年の時間をかけて自身の新たな身体とISSを復活させる為の作業を終えたところで完全に機能停止するが、石化から3718年後に3DプリンターによってISSと自身の身体を復活させた。毎日発光点を変化させることで地上にメッセージを送っており、クロムは天文観察から「光る場所が変わる星」を発見したが、千空はまだ気づいていない。

## 用語
石化現象
現代の地球で、突如発生した怪現象。
南米を起点に、放射状に広がった空の激しい発光と共に、地球上にいる全人類を石化した。石化されると五感を失うものの思考は続いているが、定期的に謎の力によって意識を奪われかける（千空曰く「腹下した時みてぇなもの」）。また、身動きが取れずに無防備になる上、体内細胞までもが脆い石の組織に置き換えられ、ほとんどの人類は制御を失った機械による事故などの二次災害や、長い年月をかけた天災や風化により事実上死亡してしまった。
厳密には石化は作中で確認される限り、人類と燕にのみ被害があり、石化の影響を受けなかった動物は、人類が消えた数千年で繁殖を続けている。石化する日の午前には、既に石化した複数の燕が発見されていた。千空は石化の正体について、「宇宙人の侵略説」、「未知のウィルス説」、「人類の科学兵器の自滅説」を考えていたが、どれも憶測の域を出ていない。また、前述のように石化されている間は思考が維持される（通常時間とともに失われるが、強い意思によってより長い時間維持すること可能）が、その脳を働かせるエネルギー（千空によると一日400キロカロリーで、約3700年だと2兆ジュールを超える）をどのように供給していたのかも解明されていないが、エネルギーが「石の何か」を消費したことによって生まれ、石化中も思考を維持していた千空と大樹はそれによって復活できたことが推測される。
石化を解くには、前述の通り「石化しても唯一動く脳を機能させる」「体表面を腐食させる」という2つの手段が用いられ、腐食に成功すると表面がひび割れるとともに身体の構造も元の細胞に戻り、自由な身体を取り戻す。なおこの現象は厳密には「石化そのものを阻害する」効果であり、仮に全身を硝酸に漬けていれば（それが原因で死亡するとはいえ）石化現象を完全回避することができる。
石化解除には、「その部位を健全な状態に復元する」という副次作用があり、たとえ石化状態で体を切断されたとしても、断面が風化していない限り破片をつなぎ合わせてから復活することで元通りに再生される。ゆえに3700年の石化を経て復活した者には、表面の風化による大きな欠損を補ったことによるヒビの跡が付いた名残ができる（なおこの跡はもう一度石化→断面が風化する前に即解除を経ることでなくなる）。千空は致命傷を負った、もしくは既に絶命した者ですらを石化→解除することで完全治癒・蘇生させる利用法を編み出し、自らの死を偽装するほか、未来、司、銀狼の治療にも応用している。
石の腐食方法については、思考を途切れさせなかったことで石化をほぼ解いていた千空やゼノが、石化地点で自身にかかっていた硝酸によって達成できることを突き止め、大樹やスナイダーら同じく意識を飛ばしていなかった周囲のメンバーを同じく硝酸で復活させた。うち千空については大樹の機転で調達した葡萄を発酵させ、ワインをつくることでアルコールを確保。さらに2人で硝酸とアルコールの調合割合を研究した末にナイタールを生産し、石化したまま眠ってしまった人間さえも復活させる手段を得た。
千空によると、石化現象は一種のコールドスリープで、体の微量金属元素で作った保護膜のようなもので、謎原理で元素の位相をズラし、石化状態を保っているとのこと。
石化装置
石化現象を引き起こす謎の装置。千空ら科学王国には石化の魔物になぞらえて「メデューサ」と呼称される。
メビウスの輪がさらに複雑に重なり合ったような不可思議な形状をした、手のひらに収まる程度の小型人工物。内部は腕時計並みの超小型精密部品で構成されており、コアに使用された超小型ダイヤモンドを動力源としている。なお使用するごとに内部ダイヤが黒ずんでいくことによる使用制限があり、残り使用回数が少なくなると指定した範囲よりも狭い範囲しか石化できなくなり、やがて使用不能になる。また内部ダイヤに傷がつくだけ、そして本体の経年劣化でも使用不能となる。また電波を吸収する機構があり、レーダーに全く映らないというステルス性をも持つ。
至近距離から音声によって「効果範囲（半径、メートル単位）」→「起動までの時間（秒単位）」の順に入力を行うことで、石化現象を及ぼす質量を持った発光体=石化光線が約32000km/hの一定速度で放射状に発生、これを浴びた箇所から全身にかけて石化現象が起こる。使用者本人にも石化現象は及ぶため、手榴弾のように投擲して使われることが多い。なお石化光線を体の末端にのみ浴びた場合、該当部位が石化する前に引き千切れば石化の連鎖が止まるといった特徴がある。
装置自体の発生源は不明だが、地球については月面から投下されたものであることが判明しており、宝島に無数の装置が投下されたことで島民同士の争いを誘発した歴史が語られている。なお投下された装置はほとんどが破壊されたが、うち1つのみが残されソユーズの先祖ら支配勢力の武器として島に引き継がれた後、イバラと千空らの決戦の果てに科学王国の手に渡った。
全人類の石化現象は、同じく月面から投下された夥しい数の装置（前述の電波吸収作用により事前に発見はできなかった）が南緯3度7分、西経60度1分＝マナウスにて一斉起爆されたことで発生したものである。千空らはマナウスに到達後これらを発見、全て経年劣化のため使用はできなかったものの、膨大な数の研究用サンプルや未来ステルス艦用電波吸収剤として利用する。
終盤でこの石化装置そのものが、人類を石化させた元凶たる意思「ホワイマン」であることが判明。以後はホワイマンの項目を参照。
全てが終わった後に行われた科学者達による解析により、石化光線には元素の位相をずらす効果があり、分子がヒッグス場から受ける抵抗を増やすことで石化現象を発生させていたことが判明した。
科学王国
千空が石神村を拠点に立ち上げた科学の国。司帝国との決着後は両者が合流し、人口150人程度の規模となる。宝島編にて世界冒険チームと人類発展チームに分かれ、以降のストーリーは世界冒険チームを中心に展開される。人類発展チームも何らかのミッションを行っている。
石神村
千空がコハクに案内されて訪れた、子供と隠居を除いて人口40人の集落。
巫女を崇拝する。農業は行わず狩猟採集を中心とした自給自足の生活を送る。千空の時代と同じ言葉（日本語）を流暢に話し、これがほぼ母国語となっているが「別の言い方」として、数詞などのいくつかの英単語も保持する。また、村の住民には苗字は無いが、巫女のみ苗字の概念を保持している。
村人は、宇宙にいたために石化を免れた石神百夜たち6人の宇宙飛行士の子孫。6人のうち少なくとも4人は西洋人であることから、村人には金髪碧眼など西洋の血が入った容姿をしている者も多い。ゆえに彼ら自身には石化の経験が無く、嘗ての文明では常識だった「科学」についても「妖術」と認識する。村人は、独特の形をした石のサンダルを履く。
かなり原始的な集落で、村人は百物語のおかげで現代人に近いレベルの語彙力を有するが、文字文化は途絶え、墓標には何も書かれていないものや図形のみ書かれているものもある。また、千空が石鹸で作ったシャボン玉もクロムを除いて初めて見る様子であった。その後、科学王国で文字の勉強会が開催されているようで、一部の村民は簡単な文字の読み書きができるようになっているようである。
コハクが生まれる前は現在よりも大きな村だったらしいが、不漁の年に多くの村人が亡くなるなど、百夜達の代から数千年経ってもさほど人数が増えなかったのは食料問題を解決できなかったのが理由のようである。そういった事情もあり、村人は現代人のように舌が肥えてはおらず、パン作りに失敗してできた黒焦げの物体など現代人であれば不味くて食べられないような物でも美味しく食べることができる。
ボヤボヤ病
石神村で病気とされている、目が良く見えなくなる症状。その実態は単なる近眼である。
百物語
村に口伝で伝わる百の物語。
これを途切れさせず代々伝えていくことこそが、巫女にとって最も重要な仕事とされる。内容は「様々な知識がこめられた100本の話を、村に代々欠かさず継いでいく」というもので『桃太郎』などの話がある。ルリによる説明のシーンの背景には、『兎と亀』やピカチュウらしきキャラクターも登場する。実は石神村の始祖として最後まで生き残った百夜が、のちの子どもたち、ひいてはいずれ復活するであろう千空のために構築して子どもたちに遺した物語。食料の確保と猛獣などの危険の回避、鉱物に興味を持って収集する者が出現することを目的とした鉱物や植物についての物語もある。また、ノリツッコミといった言葉および概念が村に伝わっている所から、お笑い関連の内容も含まれているようである。重要度の高い物語は散りばめられており、興味を持てる工夫が施されている。
元は英語で作られる予定だったが、百夜にとって英語は母語ではないことなどを理由に、日本語で作成された。子孫には英語も幾らか伝わっており、百物語には英語に関する内容（もしくは英語で作成された物語）も含まれていると思われるが、詳細は不明。
千空が物語を一から聞こうとした際は、ルリが一晩かかっても一桁台の物語を話し終えることができないほど物語の量は膨大である。本編や単行本のおまけで判明している内容は以下の通り。
百物語其之一『桃太郎と獣たち』
猛獣たちへの注意を促す物語。
百物語其之七『禁断の果実』
食べてはいけないものを教える物語。
百物語其之十四『スピーカー』
スピーカーというおしゃべりが大好きな蜂がいて、その蜂は墓石に針を刺すと死者の声を喋ることができたという物語。
物語が何の知識継承にもなっておらず、スピーカーという現代人にしか分からない単語を使ってることに千空とゲンが怪しさを感じ、百夜達創始者の墓石がタイムカプセルになっていることに気付く。墓石はコンクリートでできており、その中にはアルミホイルでコーティングされたガラスのディスクが入っていた。このガラスのディスクはレコードで、百夜の千空へのメッセージとリリアンの歌声が録音されていた。
百物語其之五十『G1 グランプリ』
箸休めのネタ。
百物語其之五十一『欲しい! カッコいい石』
鉱石集めのススメ。
百物語其之七十七『復活の呪文』
民間療法。
百物語其之百『石神千空』
石神村に伝えられ続けた百物語において記された最後の段で、巫女のみがその存在を知るものとされる物語。他ならぬ千空自身の幼少期から始まり、百夜が宇宙へ行き石化現象を免れ地上に帰還したのちに石神村と百物語を成立させるまでを記し、村人たちに「いずれ復活する千空の力になること」を「村の始祖の遺志」として伝える、いわば石神村の創成記。この物語の最後は百夜から千空へ向けたメッセージで締められている。
司帝国
司を頂点とした、司が選んだ若者のみで構成される帝国。東京（だった場所）に本拠地を持つ。
石神村とは徒歩2日ほどの距離。石化復活液は司達が独占し、時間が経つほど人数も増える。戦闘能力の高い者や好戦的な者も多く、石神村の住民殺傷や放火を躊躇なく行うなど、現代日本で生活していたとは思えないような危険人物も少なくない。司や氷月など、単独で石神村を制圧できる程の戦闘能力を有する者が複数いるなど、戦力面では石神村とは比較にならないほど高い。石神村住民を「原始人」と呼ぶ者もいる。クロム達が司帝国に侵入した際、復活待ちの石像には番号が振られ、その時点で最も若い番号が33となっていた。ゲンが司帝国にいた時点では石像に番号が振られていなかったため、ゲンが裏切り後に最低でも32人以上復活しているらしく、想定よりも復活のペースがかなり早いとの事。
指導者である司がコールドスリープ状態になった後は、科学王国と共に行動する。千空が船を作る際は、マンパワー要員として住人が力仕事を手伝う。陽によると、司帝国の人数は100人位のようである。
宝島
百夜達が不時着した日本近海の無人島。現時点では正式な名称は不明。ソユーズの生まれ故郷でもある。
石神村の遠縁と思われる人々が住んでおり、古代エジプトを彷彿とさせる格好をしているなど石神村とは異なる文化を築いている。ココナッツなどが採れるようなので、本州よりも南方にあることが窺える。一部の者が石化光線を発する爆弾を使用し、それを利用して島を支配している。詳細は不明だが、石神村と同様に百物語が受け継がれているようである。
XENO科学王国
アメリカの自然復活者らが構えたもう一つの「科学王国」。ゼノを総統、スタンリーを総司令官とし、アメリカ軍特殊部隊出身者と少数の民間人により構成されている。サクラメント付近に大規模な街と居城を構えている。
ゼノの思想や構成メンバーの専門分野から、千空ら日本の科学王国よりも軍事に特化しているのが特徴。復活直後からゼノの頭脳に加えて、屈強かつ統制のとれたマンパワーと、（カルロスが所持していた）風化なしのプラチナを即座に確保できた、という豪運によって、畜産資料兼燃料用アルコールの原料となるデントコーンの大規模農地や、ハーバーボッシュプラントの完成に至り、機関銃や戦闘機を大量配備するに至っている。その代わり石化復活液には到達しておらず、慢性的な人員不足に悩まされている。
コーンを求めて渡米してきた千空らを発見し、労働力として徴用すべく襲撃をかける。戦闘の末に旗艦ペルセウス号及びメンバーの大半を確保することに成功するも、同時にゼノを拉致・確保されたことで、ブロディを臨時リーダーとして「コーンシティ設立」という目的のもと休戦協定を結ぶこととなった。

## 素材・クラフト
作中で登場した素材や作中で作られたクラフト。
石鹸
貝殻を粉々にした炭酸カルシウムを元に作り出した洗浄剤。
当初はこの石鹸が、バイ菌を浄化する医者がわりの命の石（医師も医療設備も薬も失われたため、感染症を含めた病気は簡単に死に繋がるゆえ）として『Dr.STONE』とも呼ばれる。地味ながら作中の様々な場面で大活躍する。
石化復活液
硝酸とアルコールの混合液であるナイタール。
石化した生物にこれをかけると石化を解除できる。千空と大樹が試行錯誤の末に完成させた。洞穴の奇跡の水（コウモリの糞から生まれた硝酸）をろ過した後、限界値96%まで蒸留させたアルコールと混ぜる。混ぜる割合は、奇跡の水30対アルコール70。数%程度のズレでも反応しないため、石化した燕の羽をつつきながら微調整する必要がある。
司帝国との決戦の終盤、ほむらが奇跡の洞窟を爆破・崩壊したことで硝酸源が失われ一時作れなくなってしまったが、宝島でプラチナを確保したことで再び生成できるようになる。
黒色火薬
洞穴で入手した硝酸カリを75%、温泉で入手した硫黄を15%、木炭を10%くらいの割合で混ぜ、威力をあげる目的でブドウから採ったブドウ糖を少々混ぜて作られる。前述の材料を、大樹が石で叩きつけて固めていた際、中に含まれていた黄鉄鉱と大樹の馬鹿力が原因で引火し、かなりの大爆発を引き起こした。現時点では直接武器としては使用されていないが、司から逃げるための煙幕や、司帝国の戦闘員が石神村を襲撃した際に、千空が銃を完成させたと騙す目的で使用される。
ねこじゃらしラーメン
ねこじゃらしを材料に作ったラーメン。
ねこじゃらしはアワの原種にあたり、食用として問題無いことから千空がラーメンを作ることを思い浮かぶ。現代人からすると麺の食感や味はまともとは言えないが、石神村の住民には好評で、ラーメン代として村人に製鉄の手伝いをさせるのに一役買う。
鉄
原子番号26の金属。
クロムが持っていた天然の磁石を使って河川で砂鉄を集めて製鉄が行われる。製鉄には1500度の高温が必要だが通常の炎では700度程度にしかならず、製鉄炉に大量の酸素を長時間送り続ける必要がある。千空達数人では製鉄は不可能なため、前述のねこじゃらしラーメンで人員を集めて製鉄が行われる。NASAのピーター・ワシレフスキー博士（声：前田弘喜）の実験に倣い雷の落雷を利用して発電用の強力磁石にしたり、つるはしなど様々な用具に用いられる。また、コハク達の新しい武器として日本刀が作られる。
当初、鉄の入手は砂鉄収集に頼っていたが、電磁石を使ったレーダーをクロムが金属探知機として使うことを思い立ち、鉱山を発見して採掘が行われるようになる。
ガラス
人類が歴史上初めて化学で合成した人工資材。化学の実験を続ける上で、ほとんどの薬品に耐えるガラスは必需品とのことで作られた。化学実験用のビーカーや瓶、スイカや金狼のメガネなど幅広い用途に活用される。また、当初は千空達だけでは碌な加工ができなかったが、カセキを仲間に引き入れるきっかけにもなり、カセキによって難しい加工も可能となる。
硫酸
化学関連作業においての最難関素材かつ最重要アイテム。現代ではあらゆる化学産業の根幹をなしている薬品。
温泉地帯に存在する硫酸池から汲んで確保しているが、硫化水素などが溜まっている窪地にあるため、入手は命懸けで、ガスマスクを作ることで克服する。この硫酸を元に塩酸、クロロ硫酸、水酸化ナトリウムなど様々な薬品が作られ、またバッテリーの材料にも用いられる。
コーラ
炭酸飲料。ゲンが千空と同盟を結ぶ上での条件として提示する。
実際にはゲンはコーラに関係なく千空側に付くことを決めてはいたようだが、サルファ剤完成の際にコーラも同時に作られ、村に入れないゲンがラボに戻った時に机に置かれているのを見つけ、涙しつつ飲む。コーラの材料は、酒から発生した二酸化炭素で作られた炭酸水の他、蜂蜜を焦がしたカラメルとパクチーとライムを皮ごと絞った物。千空曰く、パクチーとライムを絞っただけでもコーラの香りになるとのこと。
サルファ剤（スルファニルアミド）
合成抗菌剤であり、作中では抗生物質と言われているが、生物由来ではないため厳密には異なる。
ルリの病気を治すために作られた。前述のアイテムの多くはこれを作る上で必要なため作られる。サルファ剤を飲んだ後の症状からルリは肺炎であることが発覚する。ルリの肺炎が完治したことで、コクヨウは千空に長の座を託す。その後も氷月の攻撃を受けて負傷した金狼の傷を治すのにも用いられ、サルファ剤を作る過程で出来た解熱鎮痛剤のアセトアニリドも同時に用いられる。
わたあめ機
本来は金の電線を作る目的で作られたが、金は貴重で失敗できないことから試験としてわたあめが作られ村人に振る舞われる。わたあめの材料として、ほむらによって放火されて酒・みりんが蒸発してできた糖の結晶が用いられる。当初は金狼と銀狼が左右から紐で引っ張って回転させていたので、出来あがったわたあめには斑があり、わたあめ機の回転速度を均一にするためにギアが製造され、コハクの盾もギアに組み込まれた。ギアが作られたことで均一な太さの金の極細線が作られ、村人達によってそれらを束ねた金線が作られた。金線は携帯電話用のコイルや配線などに用いられた。
水力発電所
前述のわたあめ機のギアをヒントにクロムが水車のシステムを思い浮かび、カセキと共に水車を作った。この水車と人力で動かしていた発電機を合体させて水力発電所が誕生した。これによって発電量が増えたことで、バッテリーに電気を貯めて持ち運べるようになったり製鉄が機械化されたりするなど、村が急速に発展するきっかけになる。
タングステン
原子番号74の金属。真空管作りにおいて高温に耐えられるフィラメント用の素材が無く行き詰っていた所に、クロムが洞窟で発掘してきた鉱石の中にタングステンが含まれている灰重石があり、スイカが直感で他とは異なる鉱石として拾い出す。新年の朝日を皆で拝んでいた時にスイカが持っていた灰重石が、朝日による紫外線の影響で光ったことからタングステンを含む灰重石だと気付くこととなった。千空はクロム、マグマと共にタングステンを含んだ鉱石を探しに洞窟へ向かい、その過程でマグマとも信頼関係を築き、タングステンの他にマンガンなど様々な鉱石の入手に成功した。タングステンは融点が約3400度もあり、今までの方法では冶金が不可能なため、クロムは今までに出てきた道具を総動員して冶金を行い、タングステンのフィラメントの製造に成功した。
携帯電話
現代戦最強の武器である情報を制するため千空が作った、実際には真空管式のトランシーバーで、背負うほど大きい。ただし、一般的なトランシーバーとは比較にならないほど離れた距離でも通話可能。最初は、司帝国にスパイとして潜入していた大樹、杠と連絡を取るために作られた。その後、より大型な電波塔を使うものを含め、科学王国内で連絡を取り合うため多数作られている。
レコード
百夜達が、千空達に遺したガラスのレコード。レコードは、石神村の始祖のものとされる墓石に隠されており、百物語其之十四にヒントが隠されていた。レコードには百夜が千空にあてたメッセージの他、リリアンの歌声が録音されていた。このレコードは、司帝国の人間を科学王国に引き込む上で重要なアイテムで、リリアンファンであるニッキーを仲間にすることに成功した。
自動車 / 蒸気機関
司帝国の近くに前線を築くことを決めた千空達が、物資運搬のために作った。「スチームゴリラ号」と命名される。当初は時間節約のため首振り式エンジンを採用したが、単動式のため坂道ではパワーが出ないという欠点があった。後に千空のひらめきにより、エンジンを複動式に強化すると共に、後述のカーボン樹脂を用いることで戦車（装甲車）へと改造され、奇跡の洞窟奪還戦へ投入したことで大破した。その後、機帆船の建造の傍らカセキの手により改修され、「スチームゴリラII」として復活。鉄鉱石の運搬用に舗装道路も整備された。
カーボン樹脂
スチームゴリラ号の装甲として作成。カーボンとは言うものの炭素繊維は用いられておらず、雑多な野草から作成した紙に硬化前のフェノール樹脂を染み込ませることで作成した繊維強化プラスチックである。金狼の突きを防ぎ、逆に槍を破壊する硬さを見せた。
ニトログリセリン / ダイナマイト
司達との決戦で千空が硝酸、硫酸、石鹸（グリセリン）を材料に調合した爆薬。ゲンが作ったギネス認定世界一飛ぶ紙飛行機に塗られ、威力を見せつけることで膠着状態に持ち込み交渉することに成功した。その後、未来を掘り出すために使用されたが、脱出したほむらがくすねて奇跡の洞窟を崩落させた。
冷蔵庫
千空が、肺を損傷した司をコールドスリープさせるために大破したスチームゴリラ号のピストンと携帯電話の金の細線を組み合わせて作ったスターリング冷凍機。司を眠りに着かせ、未来が管理を行っている。
通貨
龍水がナマリに彫らせた原版を使って刷った紙幣。単位は「＄（ドラゴ）」 で、価値は100＄=石油1ml。現在の貨幣価値に換算すると10倍程度の価値がある。
南は、千空や龍水が通貨制度を復活させたことを、既得権益を嫌う司が知ると危険だと龍水に語るが、龍水は「金（カネ）は道具に過ぎん」「人の意思をまとめるためのもの」と南に語り、その会話を耳に挟んでいた司も現状を受け入れている。
気球
3700年の間に富士山の噴火によって富士以西の地形が激変したため、上空から地形を確認する目的で制作。バルーン部は密度の高い麻布となっている。完成した最初の気球には千空、クロム、龍水が乗り込み、石神村への凱旋を果たした。その後、油田のある場所を特定するための地図を制作するのに使われる。
織機
気球を作るための麻布制作を任された杠が、それに必要な道具として千空に制作を依頼し、織機が作られる。杠は単純な手織機を想像していたが、実際に千空が作ったのは特大な足踏織機だったため、杠は驚きを隠さなかった。千空は時間が足りなかったため足踏織機にしたが千空はそれを逆に解釈し「電動のが良かったか」と答えている。また、通気性が良すぎる失敗作の麻布を使って杠が制作した洋服を、高級品として販売を始めた。
小麦
世界中で主食にされてきた穀物の一種。パンや麺など、様々な食べ物の原材料として知られる。ヤギの群れがいる地域にて小麦の群生地を発見したことで、関東平野にて農耕が開始された。また、最初は焼け焦げたパンしか作れず品質が悪かったが、フランソワによって現代人が食べてもおいしいパンが作られるようになり、石化光線の発生源と思われる南米までの道中に欠かせない保存が利く食料を確保することができた。
カメラ
南との取引として制作したダゲレオタイプ。石油捜索のための航空写真撮影にも用いられ、コハクによる石油の水たまりを発見に至る。なお、完成して最初の被写体は、科学文明のスタートの記録としてアルベルト・アインシュタインのポーズをとった千空となった。
石油
機帆船の動力となる資源の王様。かつての静岡県相良油田から採油。高品質のガソリン。相良油田発見の経緯同様、油くさいイノシシが泥浴びする場所へ案内させて発見した。
GPS
海上での正確な位置を知るために制作、海上でのテストの最中にホワイマンからの通信が入り、状況が一変する。
近海では灯台から強力な電波を発し、電波強度で距離を電波の方向で概算する無線方位信号所として、外洋では短波無線で時報を届けることによって時差から経度を求める。
太平洋横断の大航海を最短の大圏航路で行った。
レーダー / ソナー / 金属探知機
見えない敵であるホワイマンの姿を見るために制作。三角フラスコの底に定着させた蛍光塗料に水晶の振動を利用して曲げた電子ビームを照射するブラウン管方式。繋ぐ先を変えることでレーダー（アンテナ）、ソナー（マイク）に変更可能。クロムの閃きによりコイルを繋いだことで金属探知機となり、鉄鉱脈の発見に繋がる。
機帆船「科学船ペルセウス」
石化現象の謎を解明する冒険に向かうために建造。船の名は、人々を石化させた怪物メドゥーサを退治したという英雄ペルセウスにちなむ。龍水により木材の質が人間が育てたものに劣ることを指摘され、帆とエンジンハイブリッドの機帆船として建造される。カセキは石神村で小舟を作っていた経験をもとに船の調整などを逐次修正していたものの、大型の船の造船の経験や技術などが無い為、船体の材木がズレたり長さが足りなくなるなどして破綻してしまい、完成までの期間の長さなどから、一時は小型ヨットを作る計画に変更になるところだったが、龍水が自ら作った1/48スケールの模型の大型船を、千空の作ったパンタグラフ拡大器で正確に拡大する方法で解決。巨大エンジン製造のため鉄鉱石を製錬した鋼鉄や旋盤のレベルアップによる工業技術の向上なども含め、作り直しから一年後の西暦5741年9月10日に完成した。
北米において鹵獲した戦闘機を飛ばすため、甲板にカタパルトを搭載した空母型に改造されたが、スタンリー率いる部隊によって制圧・鹵獲され、これを奪還すべく経験豊富な特殊部隊たるスタンリー一派との正面衝突を余儀なくされてしまう。
シャンプー / コンディショナー / 化粧品
コハクを後宮へ潜入させるために制作。原料はココナッツ、絹雲母、酸化鉄などで、化粧品はラメ、ファンデーション、香水、口紅など。
インカム / ネズミニ四駆
潜入チームとの連絡用に制作。インカムは銅線を巻いたコイルにロッシェル塩を貼り付けた鉱石ラジオ。ドローンのモーターのテストとして作ったネズミ型ミニ四駆で物資のやり取りを行っている。
無音爆弾（静的破砕剤）
宇宙船ソユーズ内のコンクリートを破砕するために制作。住宅街などで騒音なしにコンクリートを破壊するための薬剤で、硫酸湖の水に無水硫酸カルシウムを混ぜて石膏を作り、その膨張作用で破壊する。
白金（プラチナ）
原子番号78の希少鉱石。百夜が、砂金の中に混じっている粒を何十年もかけて集めていたものが遺されていた。オストワルト法により硝酸を無限に製造するマシンを作り、再石化された仲間達を復活させる。
拳銃
回転型弾倉を備えたパーカッションロック式マスケット銃。モズに対抗するために制作した。ライフリングがないため制度・威力共に低く、基本は足止め用。元警察官で、拳銃の取り扱い経験のある陽に預けられる。
カーボンワイヤー
タールで作ったわたあめを縒り合わせた炭素製のロープ。ドローンでキャッチした石化武器を綱引きの要領で奪うことを想定して制作された。
ドローン（マルチコプター）
複数のローターを備え、自在に姿勢制御を行える三次元の王者。千空達が作ったのは四つのローターを持つクワッドコプターで、石化武器を空中でキャッチするために制作した。機体中央にハンドスピナー（ボールベアリング）を取り付け、ジャイロ効果で姿勢を安定させている。コントローラーは有線式で、四つのつまみを上下させてローターの回転速度を個別に操作して飛行する。高い操縦技術を求められるため龍水が操縦を担当する。
ボイスレコーダー（蓄音機）
カセキとクロムが作った、漆を塗った木の筒に、針で音を刻むタイプの蓄音機。南がアメリカ大陸へ向けての航海の記録を録音するために使っている。
デントコーン
復活液の原料であるアルコールを無尽蔵に造るために必要な資源でアメリカ西海岸のコーンベルトにコーンの街を作ろうとしていたが、すでにDr.ゼノの手によって作られていた。
機関銃 / 狙撃銃
ゼノらが開発した銃器で、主にスタンリーらアメリカ軍人チームが使用。千空が作った銃に比べると連写性能や命中精度など能力は遙かに上。ゼノの作った飛行機にも機銃として搭載されている。後述のハーバー・ボッシュプラントにより、弾薬も容易に生産可能とした。
飛行機
ゼノが開発した複葉機。ゴムタイヤが使えないためランディングスキッドを採用している。作中では2機製造されており、1機を千空が鹵獲して、艦載用に翼が畳める単葉機に改造した。
ハーバー・ボッシュプラント
Dr.ゼノが作った巨大な塔で、水と空気と石炭からアンモニアを無尽蔵に作ることが出来る。オストワルト法プラントもあるらしく、無尽蔵に硝酸を作ることが出来る。
潜水艦
武装はないため実際には潜水艇と言える。科学船ペルセウスに密かに接近・強襲するためDrゼノがブロディに制作を依頼、実際にその目的で使用された。
ドリル / 換気装置
ゼノの城へ侵入するトンネルを掘るために、クロムが考えた穴掘り用設備と、トンネルの中に新鮮な空気を送るための換気装置。ドリルについてはクロムが「土木採掘-輪転式-ループナイフ」の頭文字を略して「ドリル」と命名したが、司達は当然最初からドリルという言葉を知っていた。
ゴム
人間の機動力を劇的向上させる、フィールドスピードに特化した「科学の脚」。日本、アメリカ共に素材不足から代用に苦労していた（日本：竹を編んだ車輪、アメリカ：ランディングスキッド）が、アマゾンでゴムの木を発見したことで製作・加工できるようになった。
後述のバイク用車輪→ステルス艦表面の電波吸収剤、アマゾン熱帯雨林踏破用のゴムブーツなど、スタンリーらからの逃避行にて大いに利用された。
バイク
南米踏破のために用意された、木炭ガスエンジン稼働のオフロードバイク。XENO科学王国製のモーターボートを分解・流用することで、搭載エンジン数分の6台が製作された。
6台のうち1台にボイラーを搭載し、生成した木炭ガスをボンベに詰め、ほかバイクはそれを燃料とする方法がとられている。
ロープウェイ
アンデス山脈踏破のために用意された科学の立体機動装置。バイクの座席やエンジンを流用し、カーボンワイヤーケーブルを張って滑車を動かすシンプルな構造。最大積載量は160kg。切り立った崖を登るエレベーターにも転用される。
未来ステルス艦
マナウスからアラシャまでの海路を、ペルセウス号のレーダーから逃れて踏破すべく製作されたステルス艦。
軍事機密であるステルス艦の詳細構造はさすがの千空でさえも知るよしもなく、表面の形状設計や、炭素粉末を盛ったゴムタイヤを流用しての電波吸収剤塗布など現場で可能な技術を導入するも不十分なステルス性能しか確保できなかったが、マナウスで発見された大量の石化装置に電波を吸収する機構があったことが判明、クロムのアイディアからこれらを大量に貼り付けることで完成した。
ダイヤモンド
石化装置の動力源となる鉱石。起動に要求される超小型・正六角形かつヒビ、黒ずみもないものを確保すべく、天然ダイヤを研磨するための人工ダイヤが製作された。
ニューペルセウス号
8年間の間に沈没してしまったペルセウス号を超合金を使って新たに改修した。１万馬力のガスタービンエンジンを搭載して生ゴミやウンコを原料にしたバイオ燃料で20ノットで走ることができ、旧ペルセウス号が40日かかった太平洋を１週間で走破できる。
コンピューター
ロケットの軌道計算のために制作。半導体が作れないため、パラメトロンを使うファミコン。計算回路にパラメトロン20万個を使用しており、メモリーには酸化鉄のドーナツを3000万個使った磁石縫いを使用しており、これらとディスプレイを組み合わせて計算機を作り、SAIがプログラミングを担当することでパラメトロンコンピューターとなる。
ダム
日本を出発する前に居残り組に建造させていた水力発電用のダム。鉄筋は一部しか使用せず、骨組みの多くに竹を使用している。
テレビ、ビデオカメラ
レーダークラフト時に使用したブラウン管を応用したテレビモニター。コンピューター用のディスプレイやビデオカメラを使った監視カメラ、放送設備として使用される。龍水によってテレビ局も開局された。
ソーラーパネル、人工衛星
ホワイマンの所在地を探るために制作。試験用の偵察衛星と宇宙望遠鏡。衛星写真を使って新世界地図を制作し、ホワイマンの居場所を突き止めた。
ロケット
ホワイマンのいる月面へ向かうために全人類の力を結集して制作。幾度も失敗を繰り返しながらも打ち上げを成功させた。月面へは片道ロケットを予定していたが、クロムの提案により五つに分割して打ち上げたロケットを宇宙で組み立てる方式を採用した。
インターネット
月面ロケットの部品設計のために制作。杜仲茶の葉から採取した杜仲エラストマーを使用した海底ケーブルを敷設して世界中を繋げた。電子ペーパーを使った初期のCADシステムを使い、世界中の技術者で協力して設計を行った。
スマートフォン他
月へ出発前の最後のクラフトとして仲間たちの要望を聞き、電子レンジや洗濯機などと共に大樹が初期の頃から言っていたスマホを制作。液晶タッチパネルを搭載した手の平サイズの子機と40キログラムの本体が有線でつながったもので、メールやゲームといった機能も搭載されている。液晶タッチパネルを宇宙船の操縦システムとして搭載する。
タイムマシン
ホワイマン（石化装置）の解析で得たヒッグス場の操作技術を応用し、物体の質量をゼロにすることで開発できる光速サイクロトロンモーターなどを使った航時機。地球が石化される前の過去へ戻り、石化の余波で死亡した人々や地球に降りて壊れたホワイマン達を救うことを目的に世界中の科学者達が共同研究を始める。

## 書誌情報

### 漫画本編
コミックス10巻の初版分には166から167ページに一部抜け落ちがあったため、後日当該ページの無料ダウンロードおよび電子版のデータ差し替え配信の措置がとられた。
- 稲垣理一郎（原作）・Boichi（作画） 『Dr.STONE』 集英社〈ジャンプ・コミックス〉、全27巻
  1. 「STONE WORLD」2017年7月9日発行（7月4日発売[集 1]）、ISBN 978-4-08-881184-0
  2. 「石の世界の二つの国」2017年9月9日発行（9月4日発売[集 2]）、ISBN 978-4-08-881184-0
  3. 「200万年の在処」2017年12月9日発行（12月4日発売[集 3]）、ISBN 978-4-08-881288-5
  4. 「SENKU'S LAB」2018年2月7日発行（2月2日発売[集 4]）、ISBN 978-4-08-881341-7
  5. 「幾千年物語」2018年4月9日発行（4月4日発売[集 5]）、ISBN 978-4-08-881381-3
  6. 「STONE WARS」2018年7月9日発行（7月4日発売[集 6]）、ISBN 978-4-08-881558-9
  7. 「声は無限の彼方へ」2018年9月9日発行（9月4日発売[集 7]）、ISBN 978-4-08-881610-4
  8. 「HOT LINE」2018年12月9日発行（12月4日発売[集 8]）、ISBN 978-4-08-881667-8
  9. 「FINAL BATTLE」2019年2月9日発行（2月4日発売[集 9]）、ISBN 978-4-08-881726-2
  10. 「ヒトの翼」2019年4月9日発行（4月4日発売[集 10]）、ISBN 978-4-08-881801-6
  11. 「ファーストコンタクト」2019年7月9日発行（7月4日発売[集 11]）、ISBN 978-4-08-881881-8
  12. 「石化の秘密」2019年9月9日発行（9月4日発売[集 12]）、ISBN 978-4-08-882055-2
  13. 「SCIENCE WARS」2019年11月6日発行（11月1日発売[集 13]）、ISBN 978-4-08-882106-1
  14. 「石化光線(メデューサ)の素顔」2020年2月9日発行（2月4日発売[集 14]）、ISBN 978-4-08-882206-8
  15. 「最強の武器は」2020年4月8日発行（4月3日発売[集 15]）、ISBN 978-4-08-882255-6
  16. 「MEDUSA VS SCIENCE」2020年7月8日発行（7月3日発売[集 16]）、ISBN 978-4-08-882350-8
  17. 「地球の開拓者たち」2020年9月9日発行（9月4日発売[集 17]）、ISBN 978-4-08-882405-5
  18. 「SCIENCE IS ELEGANT」2020年11月9日発行（11月4日発売[集 18]）、ISBN 978-4-08-882473-4
  19. 「100万人のコーンシティ」2021年1月9日発行（1月4日発売[集 19]）、ISBN 978-4-08-882550-2
  20. 「MEDUSA MECHANISM」2021年4月7日発行（4月2日発売[41]）、ISBN 978-4-08-882598-4
  21. 「STONE SANCTUARY」2021年6月9日発行（6月4日発売[集 20]）、ISBN 978-4-08-882687-5
  22. 「OUR STONE WORLD」2021年8月9日発行（8月4日発売[集 21]）、ISBN 978-4-08-882735-3
  23. 「FUTURE ENGINE」2021年11月9日発行（11月4日発売[集 22]）、ISBN 978-4-08-882820-6
  24. 「STONE TO SPACE」2022年1月9日発行（1月4日発売[集 23]）、ISBN 978-4-08-882877-0
  25. 「0」2022年3月9日発行（3月4日発売[集 24]）、ISBN 978-4-08-883032-2
  26. 「未来を唆るもの」2022年7月9日発行（7月4日発売[集 25]）、ISBN 978-4-08-883160-2
  27. 「FUTURE SCIENCE」2024年4月9日発行（4月4日発売[集 26]）、ISBN 978-4-08-884037-6
- 稲垣理一郎（原作）・Boichi（原作・ストーリー・漫画） 『Dr.STONE reboot:百夜』 集英社〈ジャンプ・コミックス〉、2020年3月9日発行（3月4日発売[集 27]）、ISBN 978-4-08-882244-0

### その他
- 森本市夫（著）・稲垣理一郎（原作）・Boichi（作画）『Dr.STONE』 集英社〈ジャンプ ジェイ ブックス〉
  1. 『星の夢、地の歌』2019年2月4日発売[集 28]、ISBN 978-4-08-703472-1
  2. 『声はミライへ向けて』2020年4月3日発売[集 29]、ISBN 978-4-08-703493-6
- 『Dr.STONEの最強自由研究』稲垣理一郎（原作）・Boichi（作画）・くられ（科学監修）〈集英社ムック〉、2019年8月2日発売[集 30]、ISBN 978-4-08-102296-0
- 『Dr.STONE 公式ファンブック 科学王国事典』稲垣理一郎（原作）・Boichi（作画）〈ジャンプ・コミックス〉、2022年8月4日発売[集 31]、ISBN 978-4-08-883248-7

## テレビアニメ
2019年7月から12月までTOKYO MXほかにて第1期が放送された。原作のプロローグ～第二部序盤（7巻中盤まで）の内容に相当。ナレーションは藤原啓治が担当。
第2期は2021年1月から3月までTOKYO MXほかにて放送された。原作第二部のSTONE WARS開戦から終結まで（10巻中盤まで）の内容に相当。第1話では、1期の要素のおさらいとして、千空の発明品を全て用いたフリーズドライ食品の確保、という原作では触れられることのなかったオリジナルの展開が描かれた。
第2期終了後には、続編の制作が発表され、テレビスペシャル『Dr.STONE 龍水』（ドクターストーン りゅうすい）が2022年7月10日に放送された。原作第三部序盤から気球の確保まで（11巻序盤まで）の内容に相当。
第3期『Dr.STONE NEW WORLD』（ドクターストーン ニューワールド）は第1クールが2023年4月から6月までTOKYO MXほかにて放送された。第2クールは同年10月から12月まで放送された。原作の本章序盤まで（16巻中盤まで）の内容に相当。
第3期放送後、テレビアニメ最終シーズンである第4期『Dr.STONE SCIENCE FUTURE』（ドクターストーン サイエンスフューチャー）の制作決定が発表された。分割3クールで放送され、第1クールが2025年1月から3月まで放送された。第2クールは2025年7月より放送中。
番組の最後には「この物語はフィクションですが、登場する動植物や物質、製造方法などは実在するものに基づいています。個人の判断による採取や製造は大変危険であり、また法律に触れる恐れがありますので、決して安易にマネをしないでください。」という注意書きが毎回表示される。

### スタッフ
|                               | 第1期                                                          | 第2期                                                          | TVSP                                                           | 第3期                                                          | 第4期                                                          |
| ----------------------------- | -------------------------------------------------------------- | -------------------------------------------------------------- | -------------------------------------------------------------- | -------------------------------------------------------------- | -------------------------------------------------------------- |
| 原作                          | 稲垣理一郎・Boichi「Dr.STONE」（集英社 ジャンプ コミックス刊） | 稲垣理一郎・Boichi「Dr.STONE」（集英社 ジャンプ コミックス刊） | 稲垣理一郎・Boichi「Dr.STONE」（集英社 ジャンプ コミックス刊） | 稲垣理一郎・Boichi「Dr.STONE」（集英社 ジャンプ コミックス刊） | 稲垣理一郎・Boichi「Dr.STONE」（集英社 ジャンプ コミックス刊） |
| 製作                          | 大田圭二 加藤良太 瓶子吉久                                     | 大田圭二 加藤良太 瓶子吉久                                     | 大田圭二 篠原宏康 瓶子吉久                                     | 大田圭二 篠原宏康 瓶子吉久                                     | 大田圭二 竹崎忠 瓶子吉久                                       |
| シリーズ構成                  | 木戸雄一郎                                                     | 木戸雄一郎                                                     | 木戸雄一郎                                                     | 木戸雄一郎                                                     | 砂山蔵澄                                                       |
| キャラクターデザイン          | 岩佐裕子                                                       | 岩佐裕子                                                       | 岩佐裕子                                                       | 岩佐裕子                                                       | 岩佐裕子                                                       |
| デザインワークス              | 水村良男                                                       | 水村良男                                                       | 水村良男                                                       | 水村良男                                                       | 水村良男                                                       |
| メインアニメーター            | 堀内博之                                                       | 堀内博之                                                       | 堀内博之                                                       | 堀内博之                                                       | N/A                                                            |
| 美術設定                      | 青木智由紀                                                     | 青木智由紀                                                     | 青木智由紀                                                     | 青木智由紀                                                     | 青木智由紀                                                     |
| 美術監督                      | 吉原俊一郎                                                     | 吉原俊一郎                                                     | 吉原俊一郎                                                     | 吉原俊一郎                                                     | 吉原俊一郎                                                     |
| 色彩設計                      | 中尾聡子                                                       | 中尾聡子                                                       | 中尾聡子                                                       | 中尾聡子                                                       | 中尾聡子                                                       |
| 撮影監督                      | 葛山剛士                                                       | 葛山剛士 金光俊                                                | 葛山剛士 金光俊                                                | 髙野弘樹                                                       | 小島千幸                                                       |
| 編集                          | 坂本久美子                                                     | 坂本久美子                                                     | 坂本久美子                                                     | 坂本久美子                                                     | 坂本久美子                                                     |
| 音響監督                      | 明田川仁                                                       | 明田川仁                                                       | 明田川仁                                                       | 明田川仁                                                       | 明田川仁                                                       |
| 音楽                          | 加藤達也、堤博明、YUKI KANESAKA                                | 加藤達也、堤博明、YUKI KANESAKA                                | 加藤達也、堤博明、YUKI KANESAKA                                | 加藤達也、堤博明、YUKI KANESAKA                                | 加藤達也、堤博明、YUKI KANESAKA                                |
| 音楽プロデューサー            | 小林健樹                                                       | 小林健樹                                                       | 小林健樹                                                       | 小林健樹                                                       | 小林健樹                                                       |
| エグゼクティブ プロデューサー | 高橋亜希人 篠原宏康 大好誠                                     | 大島孝幸 篠原宏康 大好誠                                       | 大島孝幸                                                       | 山中一孝                                                       | 山中一孝                                                       |
| チーフプロデューサー          | N/A                                                            | N/A                                                            | 山中一孝 高橋敦司 竹村逸平 藤尾明史                            | 高橋敦司 武井克弘 竹村逸平 藤尾明史                            | 高橋敦司 武井克弘 竹村逸平 林辰朗                              |
| プロデューサー                | 松谷浩明 竹村逸平 高澤邦仁 佐藤奏太                            | 松谷浩明 松隈洋人 竹村逸平 高澤邦仁 佐藤奏太                   | 松隈洋人 長谷川良太 佐藤奏太                                   | 松隈洋人 長谷川良太 佐藤奏太                                   | 松谷浩明 鈴木禎 松隈洋人 上原由理絵                            |
| アソシエイトプロデューサー    | 本田佑行                                                       | 本田佑行                                                       | N/A                                                            | N/A                                                            | N/A                                                            |
| アニメーション プロデューサー | 片桐秀介                                                       | 片桐秀介                                                       | 片桐秀介                                                       | 片桐秀介                                                       | 片桐秀介                                                       |
| 企画協力                      | 「週刊少年ジャンプ」編集部                                     | 「週刊少年ジャンプ」編集部                                     | 「週刊少年ジャンプ」編集部                                     | 「週刊少年ジャンプ」編集部                                     | 「週刊少年ジャンプ」編集部                                     |
| 企画協力                      | 中野博之 大西恒平                                              | 中野博之 川島直樹 門司健吾                                     | 中野博之 本田佑行 頼富亮典                                     | 中野博之 本田佑行 門司健吾 頼富亮典                            | 大西恒平 斎藤優 本田佑行 頼富亮典                              |
| アニメーション制作            | トムス・エンタテインメント                                     | トムス・エンタテインメント                                     | トムス・エンタテインメント                                     | トムス・エンタテインメント                                     | トムス・エンタテインメント                                     |
| アニメーション制作            | TMS/8PAN                                                       | TMS/8PAN                                                       | TMS/Die4studio                                                 | TMS/Die4studio                                                 | TMS/Die4studio                                                 |
| 監督                          | 飯野慎也                                                       | 飯野慎也                                                       | 松下周平                                                       | 松下周平                                                       | 松下周平                                                       |
| 製作                          | Dr.STONE製作委員会                                             | Dr.STONE製作委員会                                             | Dr.STONE製作委員会                                             | Dr.STONE製作委員会                                             | Dr.STONE製作委員会                                             |

### 主題歌

#### オープニングテーマ（OP）
「Good Morning World!」
第1期第1クールOP。作詞・作曲は熊谷和海、編曲はいしわたり淳治と熊谷和海、歌はBURNOUT SYNDROMES。
第1期第23話では挿入歌としても使用。テレビスペシャルでは新しい歌詞とオーケストラアレンジがなされた「Good Morning［New］World!」が使用された。編曲は岸田勇気と熊谷和海、弦編曲は岸田と岩嵜壮志。
「三原色」
第1期第2クールOP。作詞はエンドウアンリ、作曲・編曲・歌はPELICAN FANCLUB。
「楽園」
第2期OP。作詞・作曲は金澤ダイスケ、編曲・歌はフジファブリック。
「ワスレガタキ」
第3期第1クールOP。編曲はトウミヨウ、作詞・作曲・歌は石崎ひゅーい。
「遥か」
第3期第2クールOP。作詞・作曲・編曲・歌は清竜人。
「CASANOVA POSSE」
第4期第1クールOP。作詞・作曲はLEO、編曲・歌はALI。
「SUPERNOVA」
第4期第2クールOP。作詞・作曲は谷口鯖、編曲・歌はKANA-BOON。

#### エンディングテーマ（ED）
「LIFE」
第1期第1クールED。作詞はRude-αとLoren Kaori、作曲はshin sakiuraとRude-α、編曲はshin sakiura、歌はRude-α。
「夢のような」
第1期第2クールED。作詞・作曲・編曲・歌は佐伯ユウスケ。
「声？」
第2期ED。作詞・作曲・歌ははてな、編曲は江口亮。
「Where Do We Go?」
第3期第1クールED。作詞はオカモトショウ、作曲はオカモトショウとオカモトコウキ、編曲・歌はOKAMOTO'S。
「好きにしなよ」
第3期第2クールED。作詞・作曲・歌はAnly。
「Rolling Stone」
第4期第1クールED。作詞・作曲は高木祥太、編曲・歌はBREIMEN。
「no man's world」
第4期第2クールED。作詞・作曲・歌は音羽-otoha-、編曲は赤山コウと音羽-otoha-。

#### 挿入歌
「One Small Step」
第1期第16・24話、第2期第1・3・4・7話挿入歌。作詞は岡嶋かな多、作曲・編曲は堤博明、ヴォーカル録音はMartin Hannah、歌はリリアン・ワインバーグ（ボーカル - Laura Pitt-Pulford）。
「Trash is a Treasure」
第1期第17話挿入歌。作詞・作曲・編曲はYUKI KANESAKA、ヴォーカル録音はMartin Hannah、歌はリリアン・ワインバーグ（ボーカル - Laura Pitt-Pulford）。
「Won't give up」
第1期第17話挿入歌。作詞は岡嶋かな多、JAKAZ、作曲・編曲は加藤達也、ヴォーカル録音はMartin Hannah、歌はリリアン・ワインバーグ（ボーカル - Laura Pitt-Pulford）。
「カンデンマンガン (Kung Dang Manganese) 」
第1期第23話挿入歌。作詞はYUKI KANESAKAと稲垣理一郎、作曲・編曲はYUKI KANESAKA、歌はあさぎりゲン（河西健吾）。
「Good Morning World!」
第1期第23話挿入歌。第1期第1クールOPでもある。
「三原色」
第2期第10話挿入歌。第1期第2クールOPでもある。
「The Plan」
第2期第11話挿入歌。作詞・歌はChica、作曲・編曲は堤博明。

### 各話リスト

#### 第1期
| 話数 | サブタイトル              | 脚本       | 絵コンテ                     | 演出                         | 作画監督                                                                           | 総作画監督                                                         | 初放送日      |
| ---- | ------------------------- | ---------- | ---------------------------- | ---------------------------- | ---------------------------------------------------------------------------------- | ------------------------------------------------------------------ | ------------- |
| 01.  | STONE WORLD               | 木戸雄一郎 | 飯野慎也                     | 飯野慎也                     | 村谷貴志                                                                           | 岩佐裕子                                                           | 2019年 7月5日 |
| 02.  | KING OF THE STONE WORLD   | 木戸雄一郎 | 紅優 鵜飼ゆうき              | 原田奈奈                     | 宮西多麻子                                                                         | 岩佐裕子                                                           | 7月12日       |
| 03.  | 科学の武器                | 木戸雄一郎 | 大庭秀昭                     | 大庭秀昭                     | 福田周平 芦谷耕平 とみながまり                                                     | 岩佐裕子 寺尾憲治                                                  | 7月19日       |
| 04.  | 狼煙をあげろ              | 木戸雄一郎 | 鍋島修                       | おゆなむ                     | LAN YANJUN TANG TANG MAO MANLI DONG DONG ZHAO FEIYA CHEN JIANG JIANG YONG WANG JUN | 村谷貴志 芝美奈子 とみながまり 宮西多麻子                          | 7月26日       |
| 05.  | STONE WORLD THE BEGINNING | 木戸雄一郎 | 紅優 鵜飼ゆうき              | 池田智美                     | 岩岡優子 次橋有紀 三浦雅子                                                         | 村谷貴志 芝美奈子 宮西多麻子                                       | 8月2日        |
| 06.  | 石の世界の二つの国        | 木戸雄一郎 | 紅優 鵜飼ゆうき              | 原田奈奈                     | 米本奈苗 森七奈 小美戸幸代                                                         | とみながまり 芝美奈子 宮西多麻子 村谷貴志                          | 8月9日        |
| 07.  | 200万年の在処             | 木戸雄一郎 | 鍋島修                       | 川尻健太郎 鍋島修            | 山中純子 石井祐美子 三浦雅子 次橋有紀 宍戸久美子                                   | とみながまり 芝美奈子 宮西多麻子 村谷貴志                          | 8月16日       |
| 08.  | STONE ROAD                | 木戸雄一郎 | 大庭秀昭                     | 大庭秀昭                     | 福田周平 芦谷耕平 井野真理恵 岩岡優子 松下純子                                     | 村谷貴志 芝美奈子 宮西多麻子 とみながまり 寺尾憲治                 | 8月23日       |
| 09.  | この手に科学の灯を        | 木戸雄一郎 | 長沼範裕                     | 池田智美                     | 森七奈 次橋有紀 萩原正人 田中彩 Chang Bum Chul                                     | 村谷貴志 芝美奈子 宮西多麻子 とみながまり                          | 8月30日       |
| 10.  | 薄っぺらの同盟            | 木戸雄一郎 | 川尻健太郎                   | 川尻健太郎 小野田雄亮        | 三浦雅子 南伸一郎 jumondou seoul                                                   | 村谷貴志 芝美奈子 宮西多麻子 とみながまり                          | 9月6日        |
| 11.  | CLEAR WORLD               | 木戸雄一郎 | 小森秀人                     | 原田奈奈                     | 小美戸幸代 松坂定俊 飯飼一幸 小林理 宍戸久美子 山中純子 次橋有紀                   | 村谷貴志 芝美奈子 宮西多麻子 とみながまり                          | 9月13日       |
| 12.  | 背中合わせの仲間たち      | 木戸雄一郎 | 町谷俊輔                     | 大庭秀昭                     | 森七奈 岩岡優子 松下純子 次橋有紀                                                  | 村谷貴志 芝美奈子 宮西多麻子 とみながまり                          | 9月20日       |
| 13.  | 仮面の戦士                | 木戸雄一郎 | 川尻健太郎                   | 金子篤二                     | 中熊太一 飯飼一幸 斉藤和也 福田周平 小美戸幸代                                     | 村谷貴志 芝美奈子 宮西多麻子 とみながまり 寺尾憲治                 | 9月27日       |
| 14.  | MASTER OF FLAME           | 木戸雄一郎 | 大庭秀昭                     | 鍋島修                       | 渡辺一平太 迎千葉瑠 平野翔 河本華穂 森谷春樹                                       | 村谷貴志 芝美奈子 宮西多麻子 とみながまり                          | 10月4日       |
| 15.  | 200万年の結晶             | 木戸雄一郎 | 鍋島修                       | 池田智美                     | Chang Bum Chul Heo Hye Jung                                                        | 村谷貴志 芝美奈子 宮西多麻子 とみながまり                          | 10月11日      |
| 16.  | 幾千年物語                | 木戸雄一郎 | 町谷俊輔                     | 原田奈奈                     | 森七奈 小美戸幸代 宍戸久美子 小林理 三浦雅子                                       | 村谷貴志 芝美奈子 宮西多麻子 とみながまり 岩佐裕子                 | 10月18日      |
| 17.  | 百の夜と千の空            | 木戸雄一郎 | 森本育郎                     | 原田奈奈 川尻健太郎          | 宮西多麻子 森七奈 岩岡優子 南伸一郎 次橋有紀                                       | 村谷貴志 芝美奈子 岩佐裕子                                         | 10月25日      |
| 18.  | STONE WARS                | 木戸雄一郎 | 大庭秀昭                     | 大庭秀昭                     | 井元一彰 小美戸幸代 福田周平 中熊太一 三浦雅子 松下純子                            | 村谷貴志 芝美奈子 宮西多麻子 とみながまり 寺尾憲治 森七奈 岩佐裕子 | 11月1日       |
| 19.  | そして現代へ              | 木戸雄一郎 | 前澤大樹                     | 吉田俊司                     | 成松義人 田之上慎 飯飼一幸 柳孝相 門智昭                                           | 岩佐裕子 芝美奈子 宮西多麻子 とみながまり 山中純子                 | 11月8日       |
| 20.  | 動力の時代                | 木戸雄一郎 | 小山さくら                   | 菅原静貴 池田智美            | 南伸一郎 小林理 山本正文 飯飼一幸                                                  | 村谷貴志 芝美奈子 宮西多麻子 とみながまり                          | 11月15日      |
| 21.  | スパルタ工作クラブ        | 木戸雄一郎 | 鍋島修                       | 中村哲治 鍋島修              | 渡辺一平太 迎千葉瑠 平野翔 河本華穂 森谷春樹                                       | とみながまり 芝美奈子 宮西多麻子 村谷貴志 山中純子                 | 11月22日      |
| 22.  | THE TREASURE              | 木戸雄一郎 | 前澤大樹                     | 原田奈奈 小坂知              | 小美戸幸代 森七奈 宍戸久美子 中熊太一 山本里織 次橋有紀 萩原正人                   | とみながまり 芝美奈子 宮西多麻子 村谷貴志                          | 11月29日      |
| 23.  | 科学の波                  | 木戸雄一郎 | 川尻健太郎 大庭秀昭 飯野慎也 | 川尻健太郎 大庭秀昭 飯野慎也 | 井元一彰 三浦雅子 小林理 松下純子 松本澄子 Chang Bum Chul Heo Hye Jung             | 岩佐裕子 村谷貴志 とみながまり 芝美奈子 宮西多麻子                 | 12月6日       |
| 24.  | 声は無限の彼方へ          | 木戸雄一郎 | 森本育郎 飯野慎也            | 池田智美 飯野慎也            | 森七奈 岩岡優子 小美戸幸代 次橋有紀 宍戸久美子 萩原正人 中熊太一 山中純子          | 岩佐裕子 村谷貴志 とみながまり 芝美奈子 宮西多麻子                 | 12月13日      |

#### 第2期『STONE WARS』
| 話数 | サブタイトル         | 脚本       | 絵コンテ   | 演出              | 作画監督                                                                    | 総作画監督                            | 初放送日       |
| ---- | -------------------- | ---------- | ---------- | ----------------- | --------------------------------------------------------------------------- | ------------------------------------- | -------------- |
| 01.  | STONE WARS BEGINNING | 木戸雄一郎 | 飯野慎也   | 原田奈奈          | 森七奈 小林理 小林利充 小美戸幸代 三浦雅子 宮西多麻子                       | 岩佐裕子 森七奈 とみながまり          | 2021年 1月14日 |
| 02.  | HOT LINE             | 木戸雄一郎 | 川尻健太郎 | 川尻健太郎        | 山中純子 とみながまり 川尻健太郎 小林利充                                   | 森七奈 とみながまり 村谷貴志          | 1月21日        |
| 03.  | 死者からの電話       | 木戸雄一郎 | 鍋島修     | 鍋島修            | 森七奈 小美戸幸代 宮西多麻子                                                | 岩佐裕子 森七奈                       | 1月28日        |
| 04.  | 全軍出撃             | 木戸雄一郎 | 飯野慎也   | 池田智美          | 宮西多麻子 小美戸幸代                                                       | とみながまり 村谷貴志                 | 2月4日         |
| 05.  | STEAM GORILLA        | 木戸雄一郎 | 川尻健太郎 | 川尻健太郎        | 山中純子 次橋有紀 川尻健太郎 小美野雅彦                                     | 岩佐裕子 森七奈                       | 2月11日        |
| 06.  | PRISON BREAK         | 木戸雄一郎 | 宮地昌幸   | 原田奈奈          | 山中純子 小林利充 小林理                                                    | とみながまり 杉谷貴志                 | 2月18日        |
| 07.  | 極秘のミッション     | 木戸雄一郎 | 鍋島修     | 鍋島修            | 谷口繁則 平野翔 松下純子 渡辺一平太 宮西多麻子                              | 岩佐裕子 森七奈                       | 2月25日        |
| 08.  | FINAL BATTLE         | 木戸雄一郎 | 長沼範裕   | 原田奈奈          | 宮西多麻子 小美戸幸代 次橋有紀                                              | とみながまり 村谷貴志                 | 3月4日         |
| 09.  | 壊すもの救うもの     | 木戸雄一郎 | 飯野慎也   | 池田智美 飯野慎也 | 山中純子 森七奈 宮西多麻子 小林利充 北村友幸 小坂知 小林理                  | 岩佐裕子 森七奈 宮西多麻子 山中純子   | 3月11日        |
| 10.  | 人類最強のタッグ     | 木戸雄一郎 | 川尻健太郎 | 川尻健太郎        | とみながまり 山中純子 森七奈 川尻健太郎 小美戸幸代 別所ゆうき               | とみながまり 山中純子 村谷貴志 森七奈 | 3月18日        |
| 11.  | PROLOGUE OF Dr.STONE | 木戸雄一郎 | 飯野慎也   | 原田奈奈          | 小美野雅彦 小林利充 山中純子 宮西多麻子 北村友幸 次橋有紀 三浦雅子 松井瑠生 | 岩佐裕子 森七奈 山中純子 宮西多麻子   | 3月25日        |

#### テレビスペシャル『龍水』
| 話数 | サブタイトル  | 脚本       | 絵コンテ                          | 演出     | 作画監督 | 総作画監督 | 初放送日       |
| ---- | ------------- | ---------- | --------------------------------- | -------- | --- | ---------- | -------------- |
| TVSP | Dr.STONE 龍水 | 木戸雄一郎 | 松下周平 畑博之 町谷俊輔 原田奈奈 | 原田奈奈 | とみながまり 森七奈 宮西多麻子 山中純子 小美戸幸代 次橋有紀 小林多加志 水谷麻美子 佐々木敏子 趙雅羅 日下岳史 岩佐裕子 村谷貴志 | -          | 2022年 7月10日 |

#### 第3期『NEW WORLD』
| 話数 | サブタイトル             | 脚本       | 絵コンテ                | 演出                          | 作画監督                                                                    | 総作画監督                                     | 初放送日      |
| ---- | ------------------------ | ---------- | ----------------------- | ----------------------------- | --------------------------------------------------------------------------- | ---------------------------------------------- | ------------- |
| 01.  | NEW WORLD MAP            | 木戸雄一郎 | 高木真司                | 池田智美                      | 山中純子 小美戸幸代 次橋有紀 三浦雅子 林あすか                              | とみながまり 村谷貴志 宮西多麻子               | 2023年 4月6日 |
| 02.  | 欲しい＝正義             | 木戸雄一郎 | 畑博之                  | 小坂知                        | 日下岳史 白原継実                                                           | 山中純子 とみながまり 森七奈 村谷貴志          | 4月13日       |
| 03.  | ファーストコンタクト     | 木戸雄一郎 | 葛西良信                | 葛西良信                      | 西村元秀 櫻井拓郎 針生愛里 BigOwl                                           | 山中純子 とみながまり 宮西多麻子 村谷貴志      | 4月20日       |
| 04.  | 科学の眼                 | 木戸雄一郎 | サトウシンジ 小山だいき | 粟井重紀                      | 森七奈 次橋有紀 中熊太一 小林利充 三浦雅子 中俣由貴乃                       | 山中純子 とみながまり 村谷貴志                 | 4月27日       |
| 05.  | 科学船ペルセウス         | 木戸雄一郎 | 西澤千恵                | 原田奈奈                      | 宮西多麻子 小美戸幸代 松井瑠生 井元一彰                                     | 山中純子 とみながまり                          | 5月4日        |
| 06.  | TREASURE BOX             | 木戸雄一郎 | 高木真司                | 小坂知                        | 大釜沙也佳                                                                  | 山中純子 とみながまり 森七奈                   | 5月11日       |
| 07.  | 絶望と希望の光           | 木戸雄一郎 | 永居慎平                | 池田智美                      | 井元一彰 小美戸幸代 松坂定俊 松井瑠生 針生愛里                              | 山中純子 とみながまり 森七奈 宮西多麻子        | 5月18日       |
| 08.  | 切り札は科学の船に       | 木戸雄一郎 | 加瀬充子                | 平向智子 毛応星 小坂知 えりお | 古谷田順久 松坂定俊 大塚美登理 櫻井拓郎 リバイバル                          | 山中純子 とみながまり 森七奈 村谷貴志 岩佐裕子 | 5月25日       |
| 09.  | 美しい科学               | 木戸雄一郎 | 原田奈奈                | 西尾良寛                      | CHA MYOUNG JUN KU JA CHEON                                                  | 山中純子 とみながまり 宮西多麻子               | 6月1日        |
| 10.  | SCIENCE WARS             | 木戸雄一郎 | 清水聡                  | 小坂春女                      | 吉田隆彦 山中純子                                                           | とみながまり 森七奈                            | 6月8日        |
| 11.  | 奇跡はこの掌で           | 木戸雄一郎 | 清水聡                  | 原田奈奈                      | 中山由美 宮西多麻子 小美戸幸代 中熊太一 井元一彰 松井瑠生 林あすか          | 山中純子 とみながまり                          | 6月15日       |
| 12.  | 反撃の科学王国           | 木戸雄一郎 | 清水聡                  | 池田智美                      | 森七奈 とみながまり 三浦雅子 井元一彰 松井瑠生 小美戸幸代 熊田亜輝 佐藤惠美 | 森七奈 とみながまり 宮西多麻子 山中純子        | 10月12日      |
| 13.  | メデューサの素顔         | 木戸雄一郎 | 清水聡                  | 黒田晃一郎                    | 大釜沙也佳 池原菜緒                                                         | 宮西多麻子 とみながまり 山中純子 村谷貴志      | 10月19日      |
| 14.  | 頭脳戦のディールゲーム   | 木戸雄一郎 | 東海林真一              | 藤原和々                      | 中山由美 CHA MYOUNG JUN KU JA CHEON                                         | 森七奈 山中純子 とみながまり 村谷貴志          | 10月26日      |
| 15.  | 三次元の決戦             | 木戸雄一郎 | 高木真司                | 五月女有作                    | 水谷麻美子 中村統子 成元鎔                                                  | 宮西多麻子 とみながまり 山中純子 村谷貴志      | 11月2日       |
| 16.  | 全土大乱戦               | 木戸雄一郎 | 鍋島修                  | 鍋島修                        | 山中純子 小美戸幸代 松井瑠生 針生愛里 熊田亜輝 村松尚雄                     | 森七奈 山中純子 とみながまり 村谷貴志          | 11月9日       |
| 17.  | JOKER                    | 木戸雄一郎 | 西澤晋                  | 原田奈奈 小坂知               | 宮西多麻子 中熊太一 中山由美 CHA MYOUNG JUN KU JA CHEON                     | 宮西多麻子 山中純子 とみながまり 村谷貴志      | 11月16日      |
| 18.  | 滅びの煌めき             | 木戸雄一郎 | 高木真司                | 小坂春女                      | 小美戸幸代 次橋有紀 阿曽仁美 松井瑠生 三浦雅子 北村友幸 大野勉              | 森七奈 山中純子 とみながまり 村谷貴志          | 11月23日      |
| 19.  | LAST MAN STANDING        | 木戸雄一郎 | 東海林真一              | 池田智美                      | 宮西多麻子 山中純子 中熊太一 光の園 STUDIO CL                               | 宮西多麻子 山中純子 とみながまり 村谷貴志      | 11月30日      |
| 20.  | FIRST DREAM              | 木戸雄一郎 | 小山だいき              | 藤原和々                      | 菅野智之 熊田亜輝 針生愛里 大野勉 CHA MYOUNG JUN KU JA CHEON Xing Yue       | 森七奈 山中純子 とみながまり 村谷貴志 岩佐裕子 | 12月7日       |
| 21.  | 『宝島』                 | 木戸雄一郎 | 清水聡                  | 原田奈奈                      | 中山由美 小美戸幸代 松井瑠生 宮西多麻子                                     | 宮西多麻子 山中純子 とみながまり 村谷貴志      | 12月14日      |
| 22.  | 「BEYOND THE NEW WORLD」 | 木戸雄一郎 | 清水聡                  | 松下周平                      | 宮西多麻子 中熊太一 次橋有紀 井元一彰 古谷田順久                            | 山中純子 とみながまり 森七奈                   | 12月21日      |

#### 第4期『SCIENCE FUTURE』
| 話数 | サブタイトル         | 脚本     | 絵コンテ   | 演出            | 作画監督                                                                                    | 総作画監督                                | 初放送日      |
| ---- | -------------------- | -------- | ---------- | --------------- | ------------------------------------------------------------------------------------------- | ----------------------------------------- | ------------- |
| 1.   | RYUSUI VS. SENKU     | 砂山蔵澄 | 清水聡     | 原田奈奈        | 山中純子 森七奈 小美戸幸代 中熊太一                                                         | 山中純子 森七奈                           | 2025年 1月9日 |
| 2.   | SCIENCE JOURNEY      | 砂山蔵澄 | 大庭秀昭   | 藤原和々        | 森七奈 宮西多麻子 若山政志 小美戸幸代 中熊太一                                              | 山中純子 森七奈 宮西多麻子                | 1月16日       |
| 3.   | 暗闇の誘蛾灯         | 金田一土 | 清水聡     | 池田智美        | 松井瑠生 次橋有紀 CHA MYOUNG JUN KU JA CHEON                                                | 山中純子 とみながまり 村谷貴志            | 1月23日       |
| 4.   | Dr.X                 | 砂山蔵澄 | 西澤千恵   | 山田加余仲      | 岩佐裕子 滝口弘喜 斎藤和也 はっとりますみ 高橋万帆 龍光                                     | 岩佐裕子 山中純子 とみながまり 村谷貴志   | 1月30日       |
| 5.   | DOCTOR VS. DOCTOR    | 金田一土 | 小山だいき | 佐藤ちゃこ      | 小見川美穂 佐々木萌                                                                         | 山中純子 森七奈                           | 2月6日        |
| 6.   | SCIENCE IS ELEGANT   | 砂山蔵澄 | 鍋島修     | 鍋島修          | 宮西多麻子 広中千恵美 工藤裕加 STUDIO MASSKET                                               | 山中純子 とみながまり 村谷貴志 宮西多麻子 | 2月13日       |
| 7.   | 二人の科学者         | 金田一土 | 清水聡     | 吉田俊司        | 中山由美 高山由江 森七奈 CHA MYOUNG JUN KU JA CHEON                                         | 山中純子 森七奈                           | 2月20日       |
| 8.   | LOCK ON              | 砂山蔵澄 | 清水聡     | 佐藤ちゃこ      | MOOK Hary 小見川美穂 戸川克洋 吴晓菜                                                        | 山中純子 とみながまり 村谷貴志            | 2月27日       |
| 9.   | 科学の灯             | 金田一土 | 小山だいき | 池田智美        | 広中千恵美 次橋有紀 滝口弘喜 松井瑠生 宮西多麻子 若山政志 小美戸幸代 黯編先                 | 山中純子 森七奈 宮西多麻子                | 3月6日        |
| 10.  | 土まみれの道を       | 砂山蔵澄 | 山田加余仲 | 山田加余仲      | 浦中利浩 ふくだのりゆき 坂本ひろみ                                                          | 山中純子 とみながまり 村谷貴志            | 3月13日       |
| 11.  | ルールを知る者創る者 | 金田一土 | 芦野芳晴   | 小坂知 原田奈奈 | 広中千恵美 高山由江 中山由美 阿部千秋 吉田大洋 斉藤良成 次橋有紀 CHA MYOUNG JUN KU JA CHEON | 山中純子 森七奈                           | 3月20日       |
| 12.  | 再会                 | 砂山蔵澄 | 鍋島修     | 鍋島修          | 宮西多麻子 松井瑠生 北島勇樹 龍光 KU JA CHEON CHA MYOUNG JUN 罗展 淨漢 毛缟斑 张曦萦 刘龙圣 | 山中純子 とみながまり 宮西多麻子 村谷貴志 | 3月27日       |
| 13.  | 同じ月を見て         | 金田一土 | 島津裕行   | 吉田俊司        | 森七奈 小美戸幸代 高山由江 CHA MYOUNG JUN KU JA CHEON                                       | 森七奈 山中純子 村谷貴志                  | 7月10日       |
| 14.  | EARTH RACE           | 砂山蔵澄 | 清水聡     | 近藤伸隆        | 福永啓人 西川真人 松下純子 上月庸介 趙越 房博雅 陳音 梁雅 白建章 何穎潔                     | 山中純子 とみながまり                     | 7月17日       |
| 15.  | 包囲網突破戦         | 金田一土 | 清水聡     | 池田智美        | 松井瑠生 広中千恵美 斉藤良成 孙振亮 朱洪云 毛缟斑 CHA MYOUNG JUN KU JA CHEON Roccia Nobili  | 山中純子 とみながまり                     | 7月24日       |
| 16.  | MEDUSA MECHANISM     | 砂山蔵澄 | 山田加余仲 | 山田加余仲      | 高山由江 広中千恵美 松井瑠生 杜野都 Grand Guerrilla 小美戸幸代                              | 山中純子 森七奈 村谷貴志                  | 7月31日       |
| 17.  | 悍ましくも美しく     | 金田一土 | 鍋島修     | 鍋島修          | 工藤裕加 山内亜紀 中山由美 高山由江 山道到威 宮西多麻子                                     | 森七奈 宮西多麻子 山中純子                | 8月7日        |
| 18.  | DIAMOND HEART        | 砂山蔵澄 | 川端喬     | 粟井重紀        | 川島明子 柳一刀 关耳北南 夜星晨 羊光                                                        | 山中純子 とみながまり 村谷貴志            | 8月14日       |

### 放送局
| 放送期間                       | 放送時間                     | 放送局       | 対象地域 | 備考                         |
| ------------------------------ | ---------------------------- | ------------ | -------- | ---------------------------- |
| 2019年7月5日 - 12月13日        | 金曜 22:00 - 22:30           | TOKYO MX     | 東京都   |                              |
|                                | 金曜 22:30 - 23:00           | KBS京都      | 京都府   |                              |
|                                | 金曜 23:30 - 土曜 0:00       | サンテレビ   | 兵庫県   |                              |
|                                |                              | BS11         | 日本全域 | BS放送 / 『ANIME+』枠        |
| 2019年7月9日 - 12月17日        | 火曜 2:00 - 2:30（月曜深夜） | TVQ九州放送  | 福岡県   |                              |
|                                | 火曜 2:05 - 2:35（月曜深夜） | テレビ愛知   | 愛知県   |                              |
|                                | 火曜 2:10 - 2:40（月曜深夜） | 東北放送     | 宮城県   |                              |
| 2019年7月10日 - 12月18日       | 水曜 2:35 - 3:05（火曜深夜） | テレビ北海道 | 北海道   |                              |
| 2019年10月3日 - 2020年3月12日  | 木曜 1:00 - 1:30（水曜深夜） | テレビ神奈川 | 神奈川県 | [ 62 ]                       |
| 2019年12月12日 - 2020年1月21日 | 月曜 - 金曜 22:00 - 22:30    | アニマックス | 日本全域 | BS/CS放送 / リピート放送あり |

| 配信開始日    | 配信時間                   | 配信サイト |
| ------------- | -------------------------- | --- |
| 2019年7月6日  | 土曜 0:00（金曜深夜） 更新 | dアニメストア |
| 2019年7月8日  | 月曜 0:00（日曜深夜） 更新 | Amazon Prime Video FOD Google Play YouTube GYAO!ストア HAPPY!動画 milplus Netflix niconico PlayStation Video Rakuten TV TSUTAYA TV ビデックスJP アクトビラ ゲオTV バンダイチャンネル ひかりTV ビデオパス ビデオマーケット ムービーフルPlus |
| 2019年7月11日 | 木曜 0:00（水曜深夜） 更新 | AbemaTV dTV GYAO! Hulu J:COMオンデマンド ニコニコ生放送 あにてれ アニメ放題 U-NEXT ふらっと動画 |

| 放送期間                | 放送時間                     | 放送局     | 対象地域 | 備考                  |
| ----------------------- | ---------------------------- | ---------- | -------- | --------------------- |
| 2021年1月14日 - 3月25日 | 木曜 22:30 - 23:00           | TOKYO MX   | 東京都   |                       |
|                         |                              | KBS京都    | 京都府   |                       |
| 2021年1月15日 - 3月26日 | 金曜 0:00 - 0:30（木曜深夜） | サンテレビ | 兵庫県   |                       |
|                         |                              | BS11       | 日本全域 | BS放送 / 『ANIME+』枠 |
|                         | 金曜 2:35 - 3:05（木曜深夜） | テレビ愛知 | 愛知県   |                       |

| 配信開始日            | 配信時間            | 配信サイト |
| --------------------- | ------------------- | --- |
| 2021年1月14日以降順次 | 木曜 23:00 以降順次 | ABEMA Amazon Prime Video dTV dアニメストア FOD GYAO! Hulu J:COMオンデマンド milplus Netflix niconico TELASA U-NEXT アニメ放題 バンダイチャンネル ひかりTV ふらっと動画 DMM.com Google Play GYAO!ストア HAPPY!動画 music.jp Rakuten TV TSUTAYA TV ビデックスJP あにてれ ゲオTV ビデオマーケット ムービーフルPlus |

| 放送日        | 放送時間                     | 放送局       | 対象地域 | 備考                  |
| ------------- | ---------------------------- | ------------ | -------- | --------------------- |
| 2022年7月10日 | 日曜 19:00 - 20:00           | TOKYO MX     | 東京都   |                       |
|               |                              | BS11         | 日本全域 | BS放送 / 『ANIME+』枠 |
| 2022年7月11日 | 月曜 19:00 - 20:00           | KBS京都      | 京都府   |                       |
| 2022年7月13日 | 水曜 1:30 - 2:30（火曜深夜） | サンテレビ   | 兵庫県   |                       |
| 2022年8月7日  | 日曜 20:00 - 21:00           | アニマックス | 日本全域 | BS/CS放送             |

| 配信開始日    | 配信時間           | 配信サイト |
| ------------- | ------------------ | --- |
| 2022年7月10日 | 日曜 20:00 更新    | ABEMAビデオ （ABEMAプレミアム） Amazon Prime Video Disney+ dTV dアニメストア（本店・ニコニコ支店・for Prime Video） FOD Hulu J:COMオンデマンド milplus Netflix TELASA auスマートパスプレミアム U-NEXT アニメ放題 ひかりTV Google Play GYAO!ストア HAPPY!動画 music.jp Rakuten TV ビデックスJP ニコニコチャンネル バンダイチャンネル ビデオマーケット ムービーフルPlus |
|               | 日曜 20:00 - 21:00 | ABEMA |

| 放送期間               | 放送時間                           | 放送局       | 対象地域 | 備考                  |
| ---------------------- | ---------------------------------- | ------------ | -------- | --------------------- |
| 2023年4月6日 - 6月15日 | 木曜 22:30 - 23:00                 | TOKYO MX     | 東京都   |                       |
|                        |                                    | KBS京都      | 京都府   |                       |
|                        | 木曜 23:30 - 金曜 0:00（木曜深夜） | BS11         | 日本全域 | BS放送 / 『ANIME+』枠 |
| 2023年4月7日 - 6月16日 | 金曜 0:00 - 0:30（木曜深夜）       | サンテレビ   | 兵庫県   |                       |
|                        | 金曜 1:30 - 2:00（木曜深夜）       | テレビ愛知   | 愛知県   |                       |
| 2023年5月11日 -        | 木曜 19:00 - 19:30                 | アニマックス | 日本全域 | BS/CS放送             |

| 配信開始日   | 配信時間                       | 配信サイト |
| ------------ | ------------------------------ | --- |
| 2023年4月6日 | 木曜 23:00 以降順次            | ABEMAプレミアム Amazon Prime Video dアニメストア（本店・ニコニコ支店・for Prime Video） DMM TV FOD Hulu Netflix U-NEXT アニメ放題 バンダイチャンネル Google Play music.jp ビデオマーケット ニコニコチャンネル |
| 2023年4月7日 | 金曜 0:00（木曜深夜） 以降順次 | J:COMオンデマンド milplus TELASA auスマートパスプレミアム |

| 放送期間                  | 放送時間                           | 放送局     | 対象地域 | 備考                  |
| ------------------------- | ---------------------------------- | ---------- | -------- | --------------------- |
| 2023年10月12日 - 12月21日 | 木曜 22:30 - 23:00                 | TOKYO MX   | 東京都   |                       |
|                           |                                    | KBS京都    | 京都府   |                       |
|                           | 木曜 23:30 - 金曜 0:00（木曜深夜） | BS11       | 日本全域 | BS放送 / 『ANIME+』枠 |
| 2023年10月13日 - 12月22日 | 金曜 1:00 - 1:30（木曜深夜）       | サンテレビ | 兵庫県   |                       |
|                           | 金曜 1:30 - 2:00（木曜深夜）       | テレビ愛知 | 愛知県   |                       |

| 放送期間                | 放送時間                     | 放送局       | 対象地域 | 備考                  |
| ----------------------- | ---------------------------- | ------------ | -------- | --------------------- |
| 2025年1月9日 - 3月27日  | 木曜 22:00 - 22:30           | TOKYO MX     | 東京都   |                       |
|                         | 木曜 22:30 - 23:00           | KBS京都      | 京都府   |                       |
| 2025年1月10日 - 3月28日 | 金曜 0:00 - 0:30（木曜深夜） | BS11         | 日本全域 | BS放送 / 『ANIME+』枠 |
|                         | 金曜 1:00 - 1:30（木曜深夜） | サンテレビ   | 兵庫県   |                       |
|                         | 金曜 1:30 - 2:00（木曜深夜） | テレビ愛知   | 愛知県   |                       |
| 2025年1月31日 -         | 金曜 19:00 - 19:30           | アニマックス | 日本全域 | BS/CS放送             |

| 配信開始日   | 配信時間            | 配信サイト |
| ------------ | ------------------- | --- |
| 2025年1月9日 | 木曜 22:30 以降順次 | ABEMA Amazon Prime Video Disney+ DMM TV dアニメストア（本店・ニコニコ支店・for Prime Video） FOD Hulu J:COM STREAM Lemino milplus Netflix TELASA Pontaパス U-NEXT WOWOWオンデマンド アニメタイムズ アニメ放題 バンダイチャンネル |
|              |                     | Google TV HAPPY!動画 music.jp Rakuten TV VIDEX カンテレドーガ ニコニコチャンネル ビデオマーケット ムービーフルPlus |

### BD / DVD
| 巻 | 発売日         | 収録話          | 規格品番   | 規格品番   |
| 巻 | 発売日         | 収録話          | BD         | DVD        |
| -- | -------------- | --------------- | ---------- | ---------- |
| 1  | 2019年10月16日 | 第1話 - 第4話   | TBR-29210D | TDV-29216D |
| 2  | 2019年11月20日 | 第5話 - 第8話   | TBR-29211D | TDV-29217D |
| 3  | 2019年12月18日 | 第9話 - 第12話  | TBR-29212D | TDV-29218D |
| 4  | 2020年1月22日  | 第13話 - 第16話 | TBR-29213D | TDV-29219D |
| 5  | 2020年2月19日  | 第17話 - 第20話 | TBR-29214D | TDV-29220D |
| 6  | 2020年3月18日  | 第21話 - 第24話 | TBR-29215D | TDV-29221D |

| 巻  | 発売日        | 収録話 | 規格品番   | 規格品番   |
| 巻  | 発売日        | 収録話 | BD         | DVD        |
| --- | ------------- | ------ | ---------- | ---------- |
| BOX | 2021年5月26日 | 全11話 | TBR-31140D | TDV-31141D |

| 巻   | 発売日        | 収録話               | 規格品番   | 規格品番   |
| 巻   | 発売日        | 収録話               | BD         | DVD        |
| ---- | ------------- | -------------------- | ---------- | ---------- |
| BOX1 | 2023年7月19日 | TVSP、第1話 - 第11話 | TBR-33165D | TDV-33166D |
| BOX2 | 2024年2月21日 | 第12話 - 第22話      | TBR-33178D | TDV-33179D |

| 巻   | 発売日        | 収録話         | 規格品番   | 規格品番   |
| 巻   | 発売日        | 収録話         | BD         | DVD        |
| ---- | ------------- | -------------- | ---------- | ---------- |
| BOX1 | 2025年6月18日 | 第1話 - 第12話 | TBR-35029D | TDV-35030D |

## 舞台版
『Dr.STONE THE STAGE 〜SCIENCE WORLD〜』のタイトルにて舞台化された。2023年に再演が予定されている。
スタッフ
- 原作：稲垣理一郎、Boichi「Dr.STONE」
- 脚本・作詞：浅井さやか[72][73]
- 演出：伊藤マサミ[72][73]
- 主題歌：40mP[72][73]
- 科学監修・指導：市岡元気[72][73]

キャスト
- 千空 - 木津つばさ[72][73]
- 大木大樹 - 岩城直弥[72][73]
- 小川杠 - 西葉瑞希[72][73]
- コハク - 永利優妃[72][73]
- クロム - 田村升吾[72][73]
- 金狼 - 長塚拓海[72][73]
- 銀狼 - 田口司[72][73]
- スイカ - 石田結彩 / 三浦あかり（Wキャスト）[72][73]
- あさぎりゲン - 大隅勇太[72][73]
- 獅子王司 - 宇野結也[72][73]
- ドクタロー - 石田隼[72][73]
- サイエンスボーイズ&ガールズ
  - 初演 - 宮本親臣、ASUKA、渡邊彩乃、青山瑠里[72]
  - 再演 - 宮本親臣、阿比留大樹、渡邊彩乃、青山瑠里[74]

公演日程
- 初演
  - 2022年7月9日 - 13日 サンシャイン劇場[72][注 9]
  - 2022年7月21日 - 24日 AiiA 2.5 Theater Kobe[72][注 10]
- 再演
  - 2023年9月2日 - 10日 品川プリンスホテル ステラボール[74]
  - 2023年9月15日 - 18日 AiiA 2.5 Theater Kobe[74]

## ゲーム
卓上ゲーム
- Dr.STONE ボードゲーム 千空と文明の灯

販売:アークライト、ゲームデザイン:カナイセイジ、発売:2020年12月24日
体感型ゲーム
- リアル脱出ゲーム×Dr.STONE  石の洞窟(ストーンケイヴ)からの脱出

2020年2月21日から同年8月30日までSCRAPナゾビル吉祥寺店（現:リアル脱出ゲーム吉祥寺店）にて開催された。2019新型コロナウイルスの影響で2020年2月26日から6月1日にかけて運営店舗の臨時休業により延期されていた。その後、テレビアニメ第3期放送を記念して2023年3月2日から5月28日まで東京ミステリーサーカス、2023年6月2日から7月9日までリアル脱出ゲーム名古屋店でリバイバル開催が予定されている
コンピューターゲーム
- Dr.STONE バトルクラフト

2021年9月1日リリースのスマートフォン用ソーシャルゲーム。開発・運営はポッピンゲームズジャパン。